# Mariawityzm

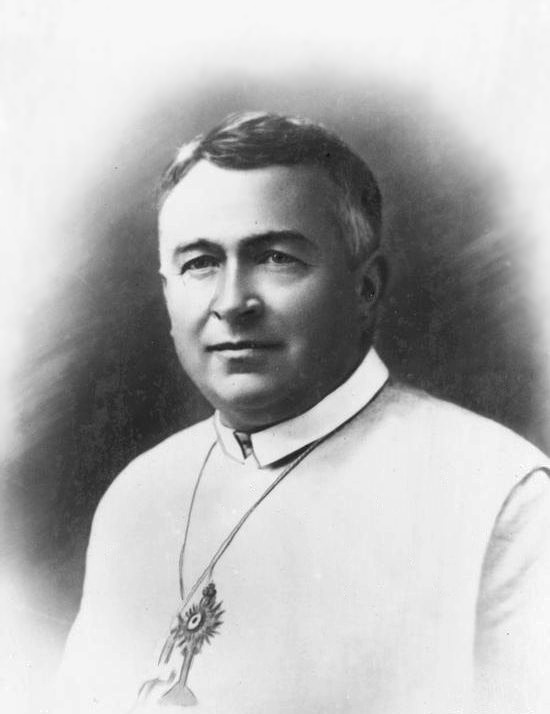
arcybiskup Jan Maria Michał Kowalski, reformator mariawityzmu

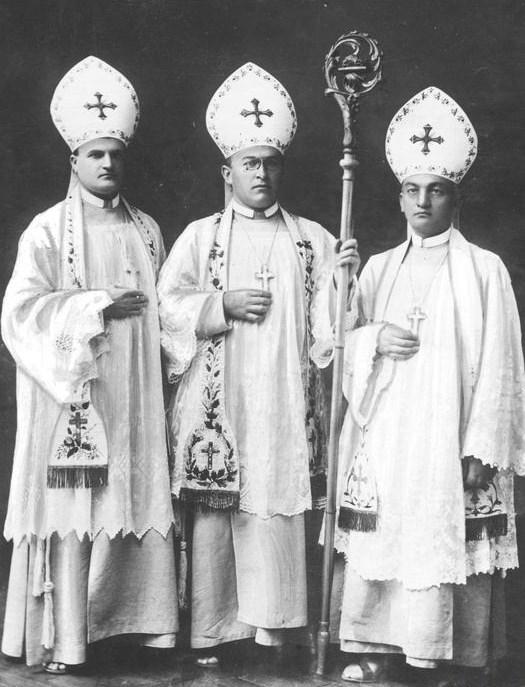
Pierwsi biskupi mariawiccy: Maria Michał Kowalski, Maria Andrzej Gołębiowski, Maria Jakub Próchniewski

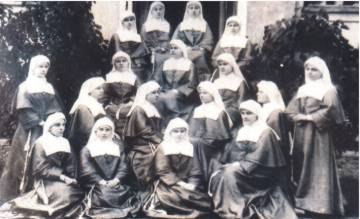
Zgromadzenie Sióstr Mariawitek

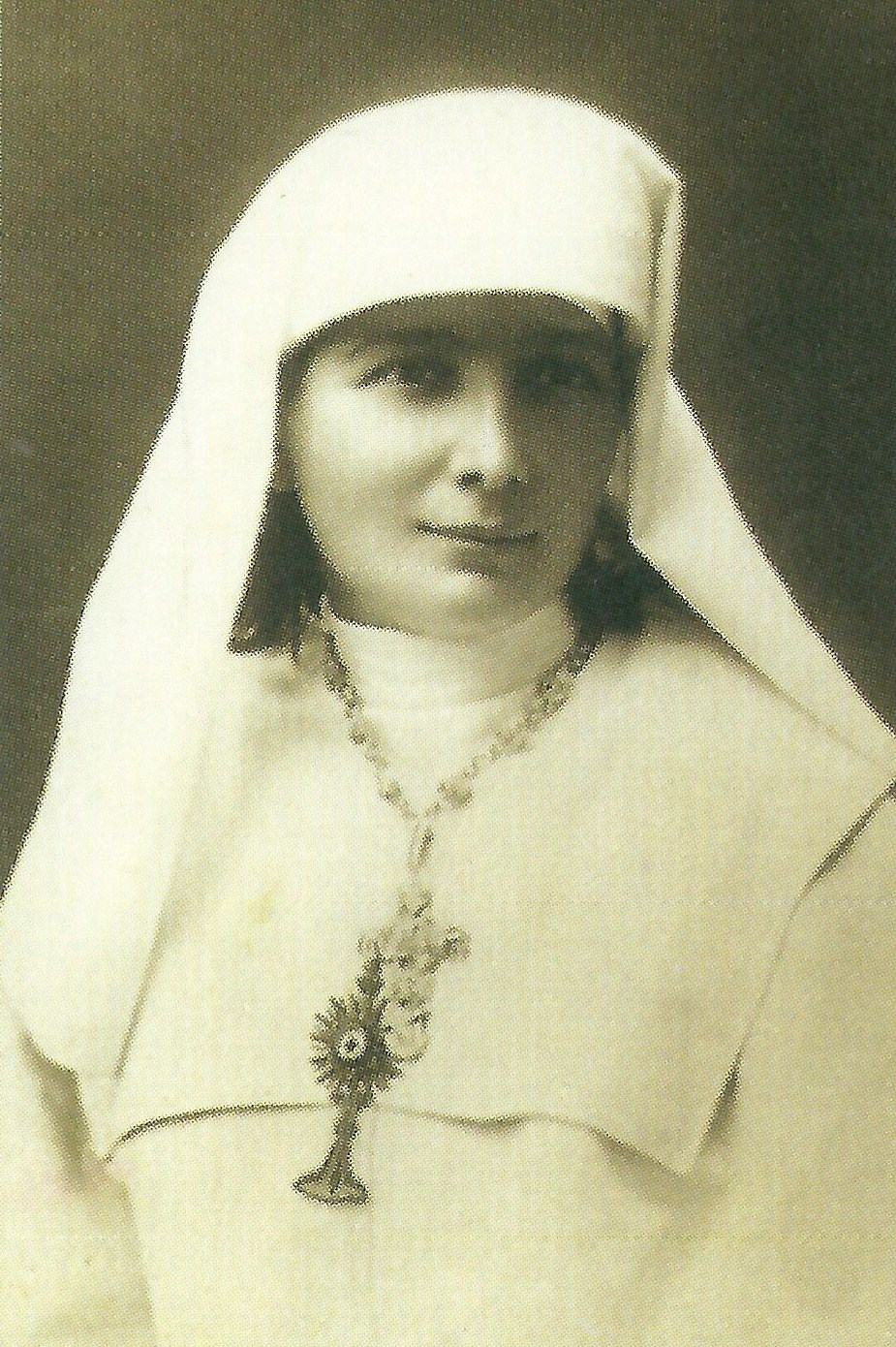
arcykapłanka Maria Izabela Wiłucka – przełożona Zgromadzenia Sióstr Mariawitek w latach 1922–1946

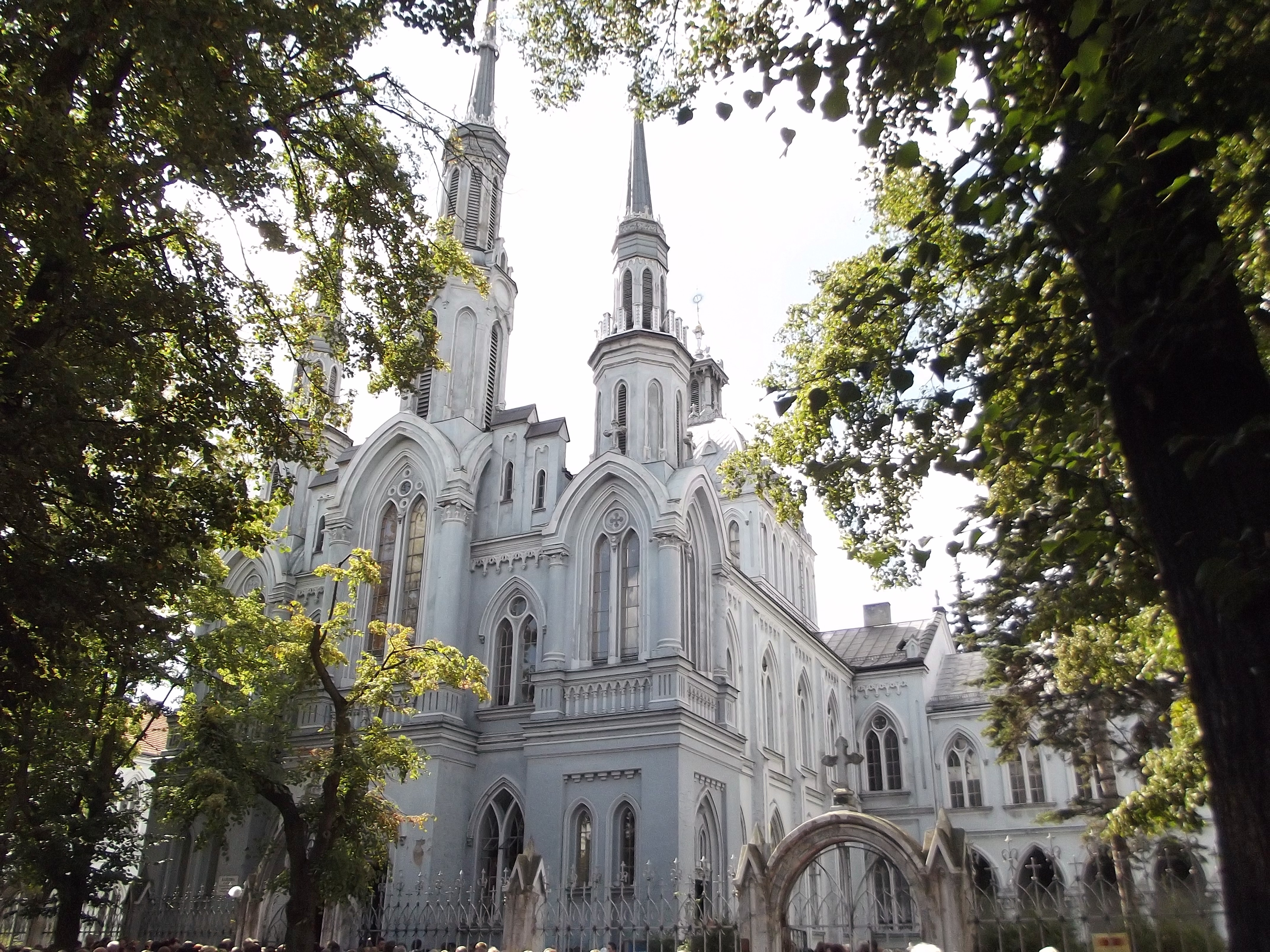
Świątynia Miłosierdzia i Miłości w Płocku – katedra mariawicka i najważniejsze sanktuarium dla mariawitów

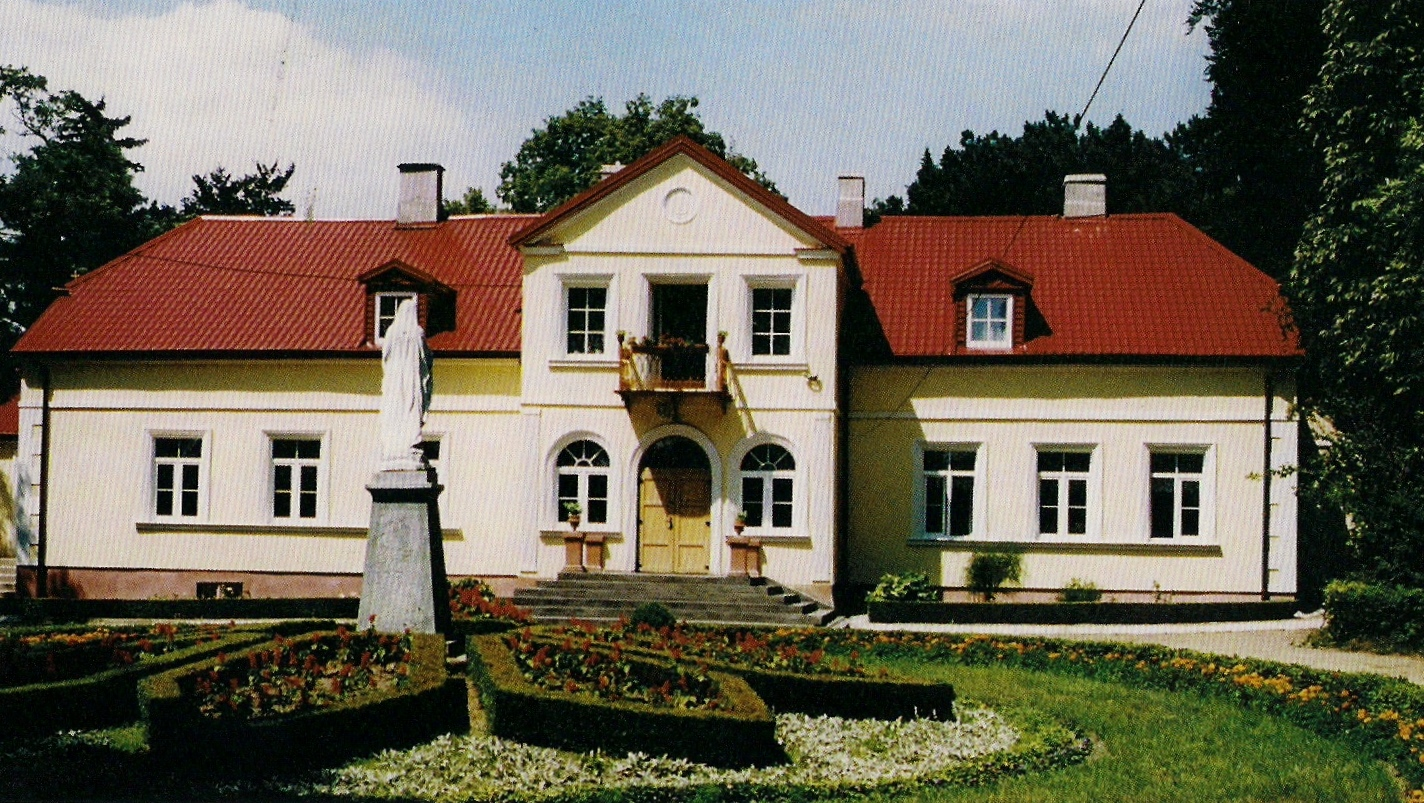
Klasztor mariawicki w Felicjanowie

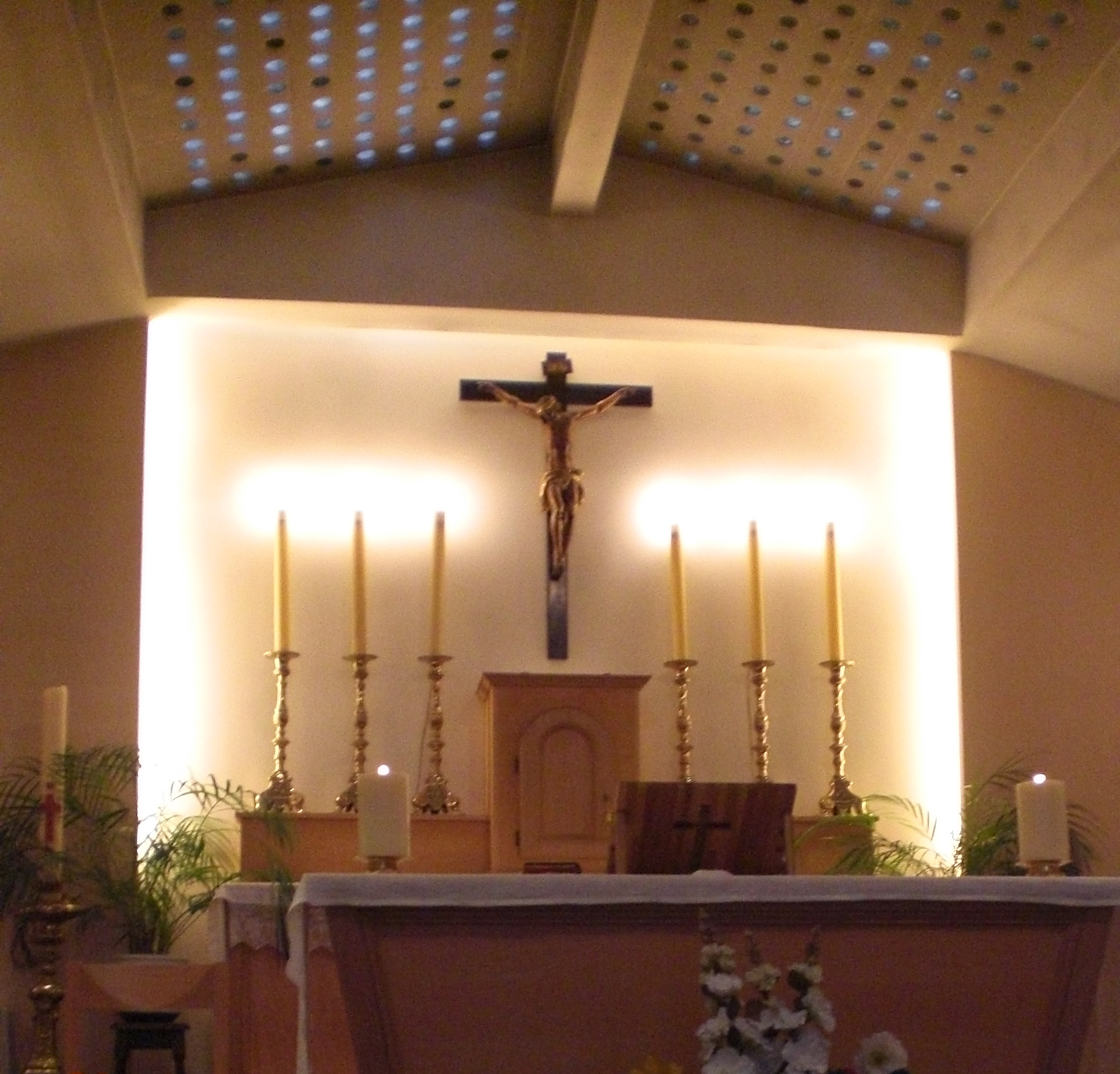
Wnętrze kościoła mariawickiego w Paryżu

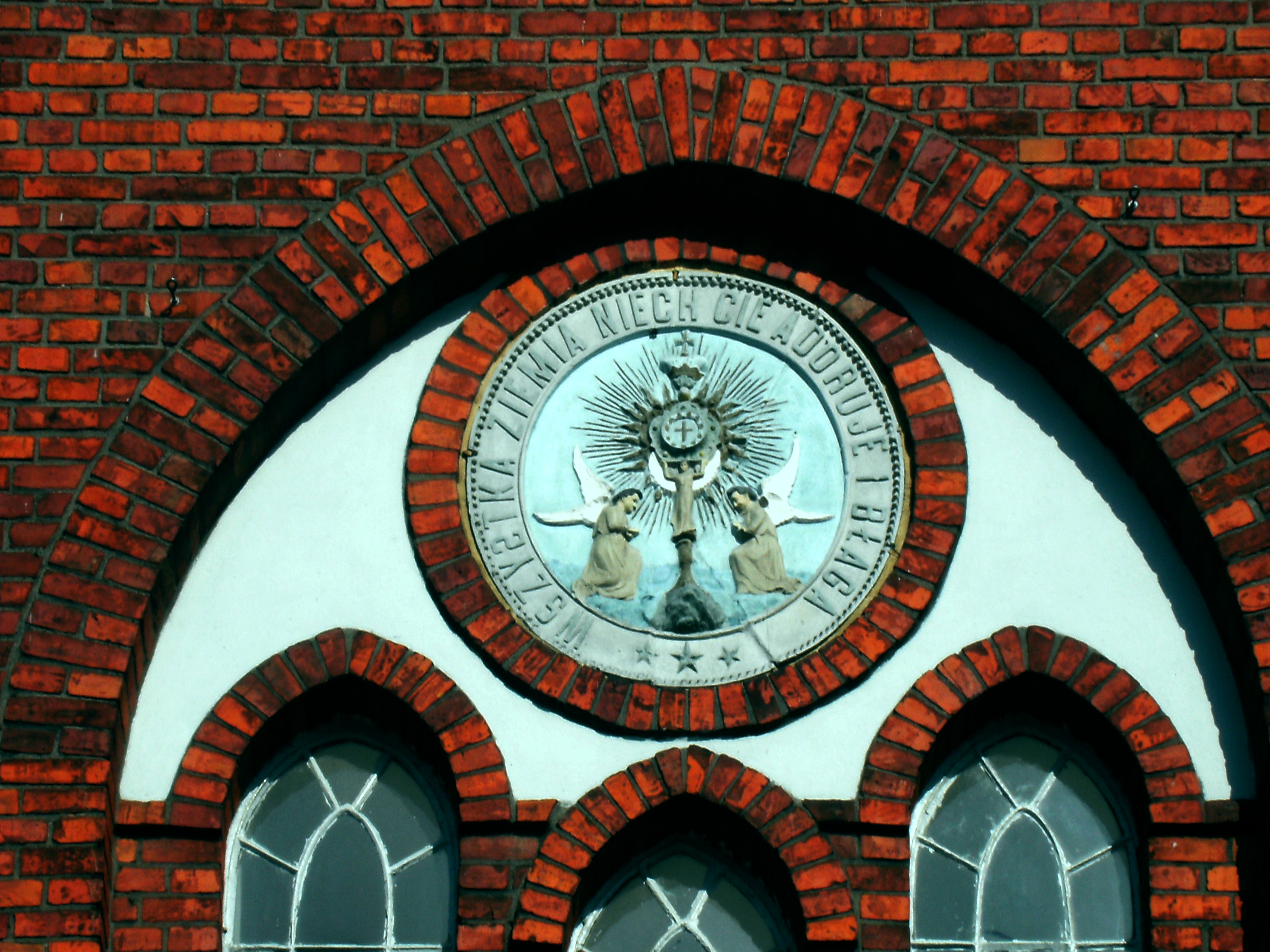
Medalion mariawicki na kościele w Mińsku Mazowieckim

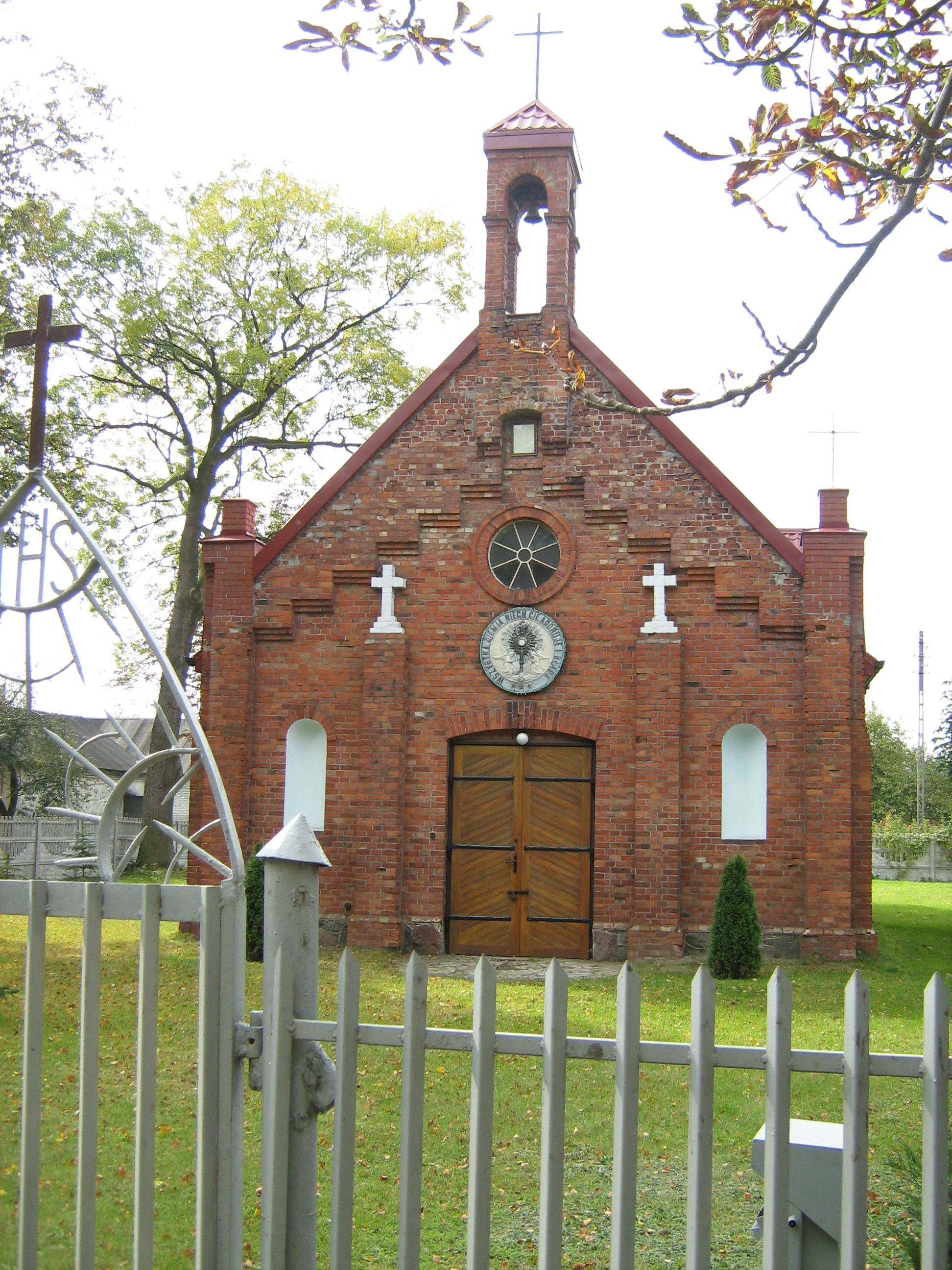
Kościół Przenajświętszego Sakramentu w Długiej Kościelnej

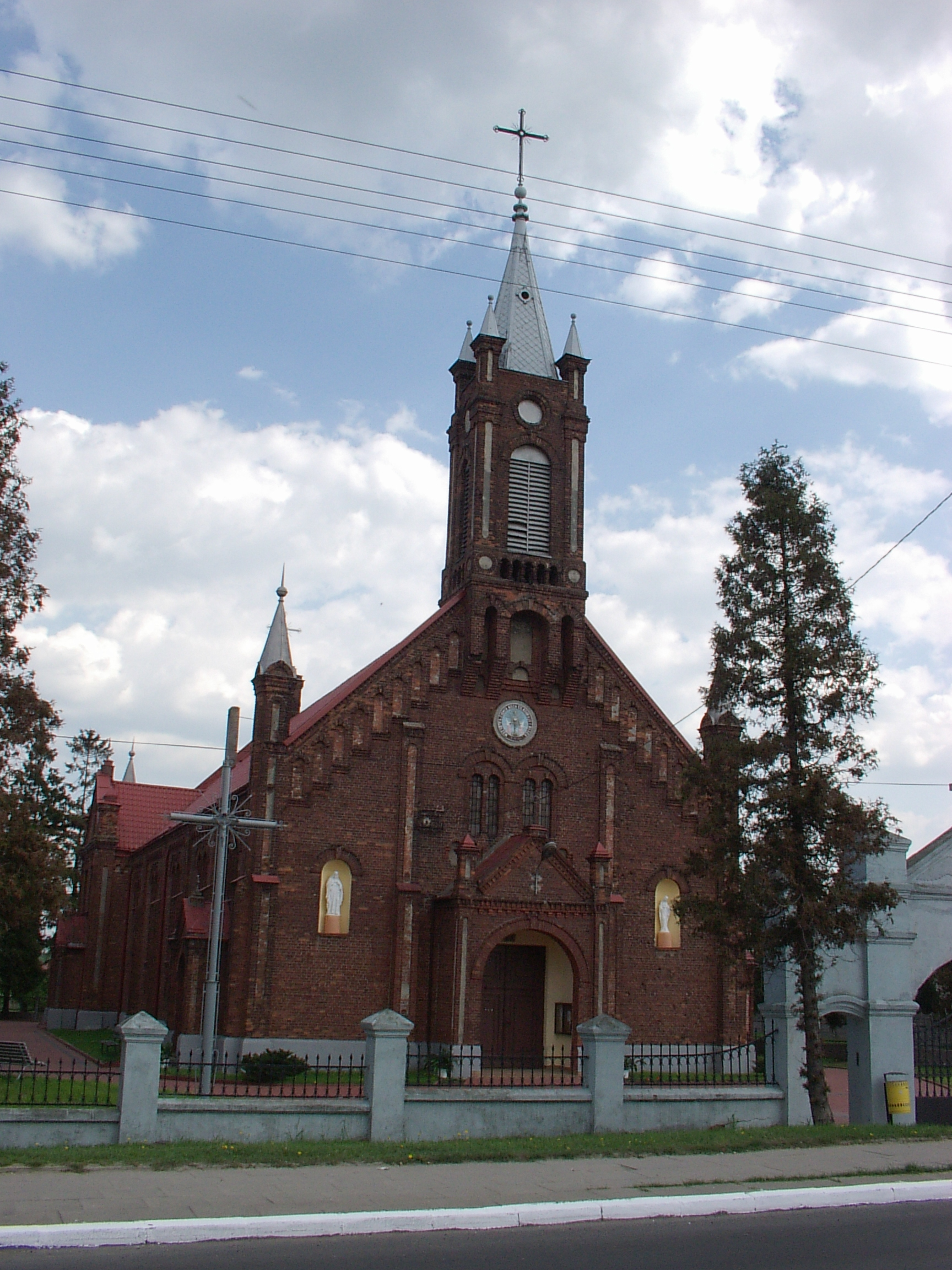
Kościół św. Anny i św. Marcina w Strykowie

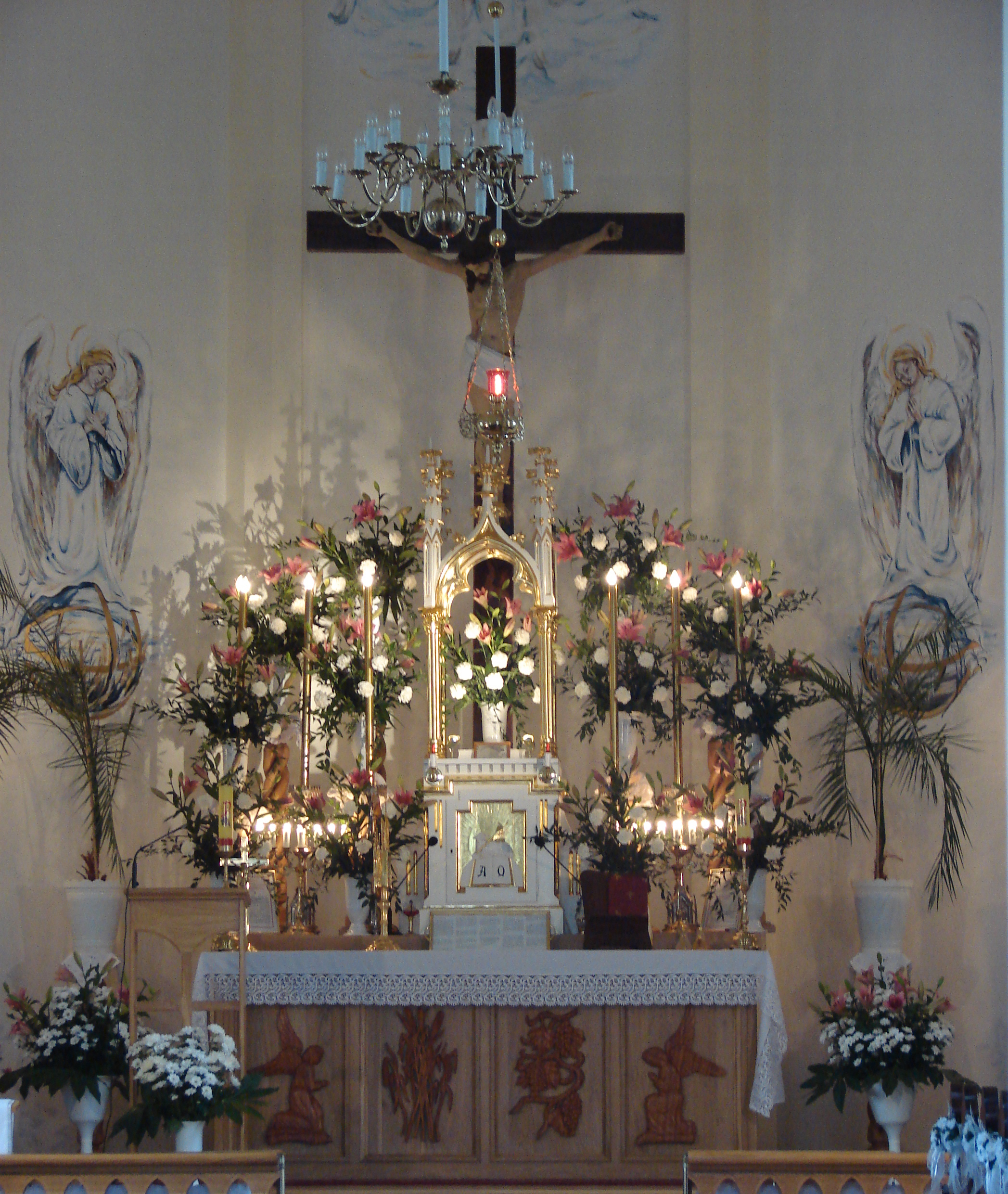
Wnętrze kościoła Narodzenia NMP w Mińsku Mazowieckim

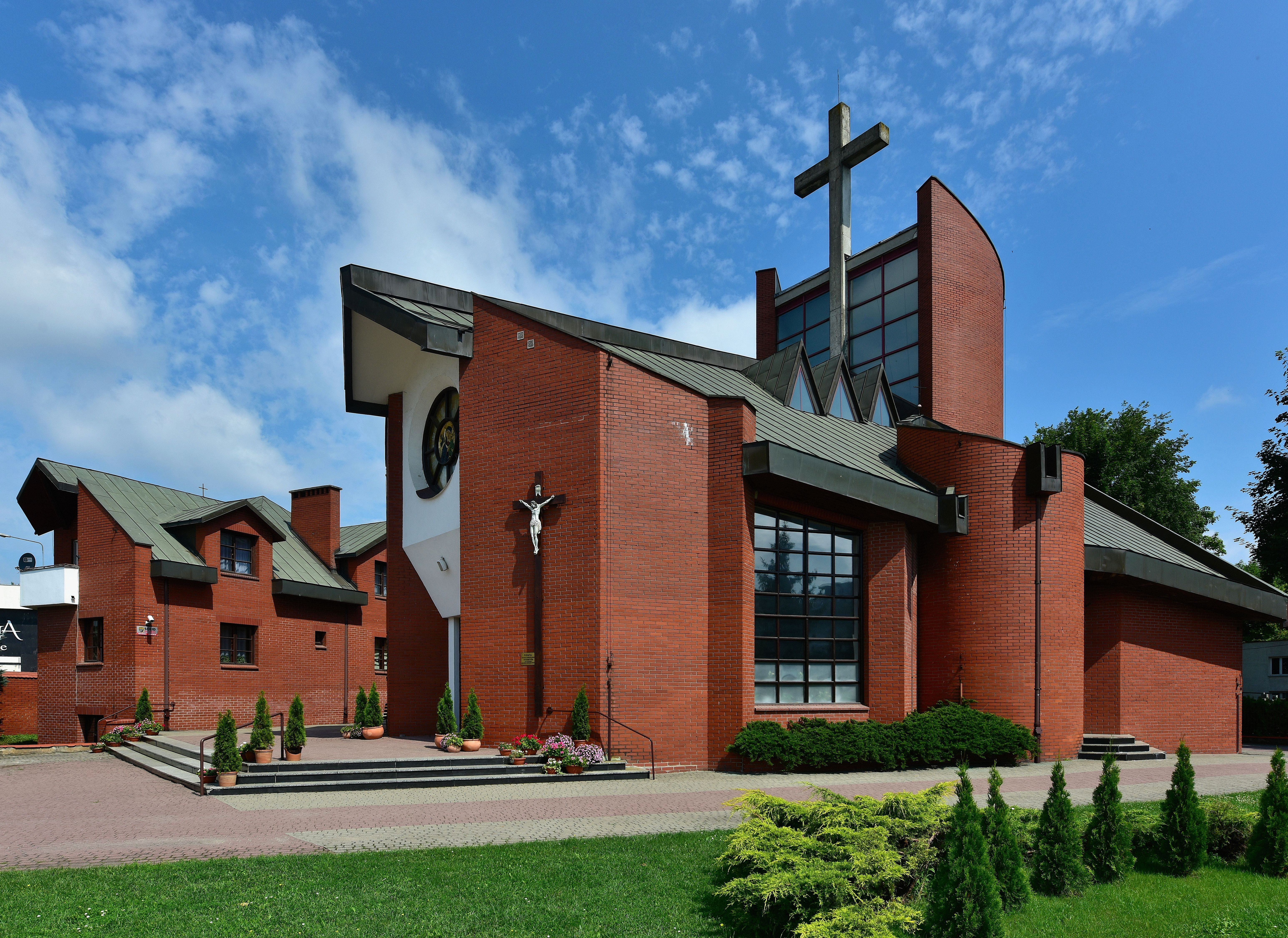
Kościół Matki Boskiej Nieustającej Pomocy w Warszawie

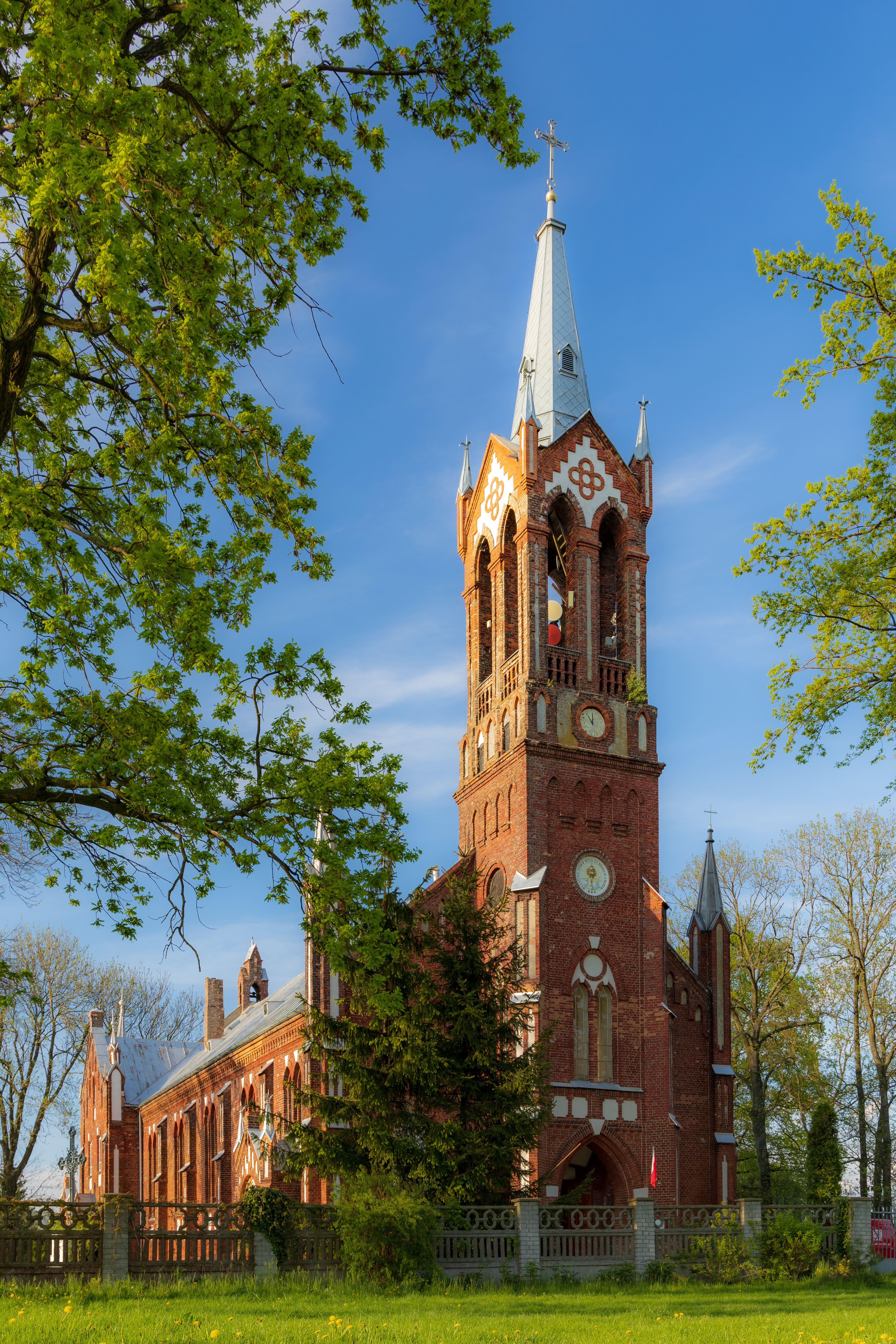
Kościół św. Mateusza Apostoła i Ewangelisty i św. Rocha Wyznawcy w Nowej Sobótce

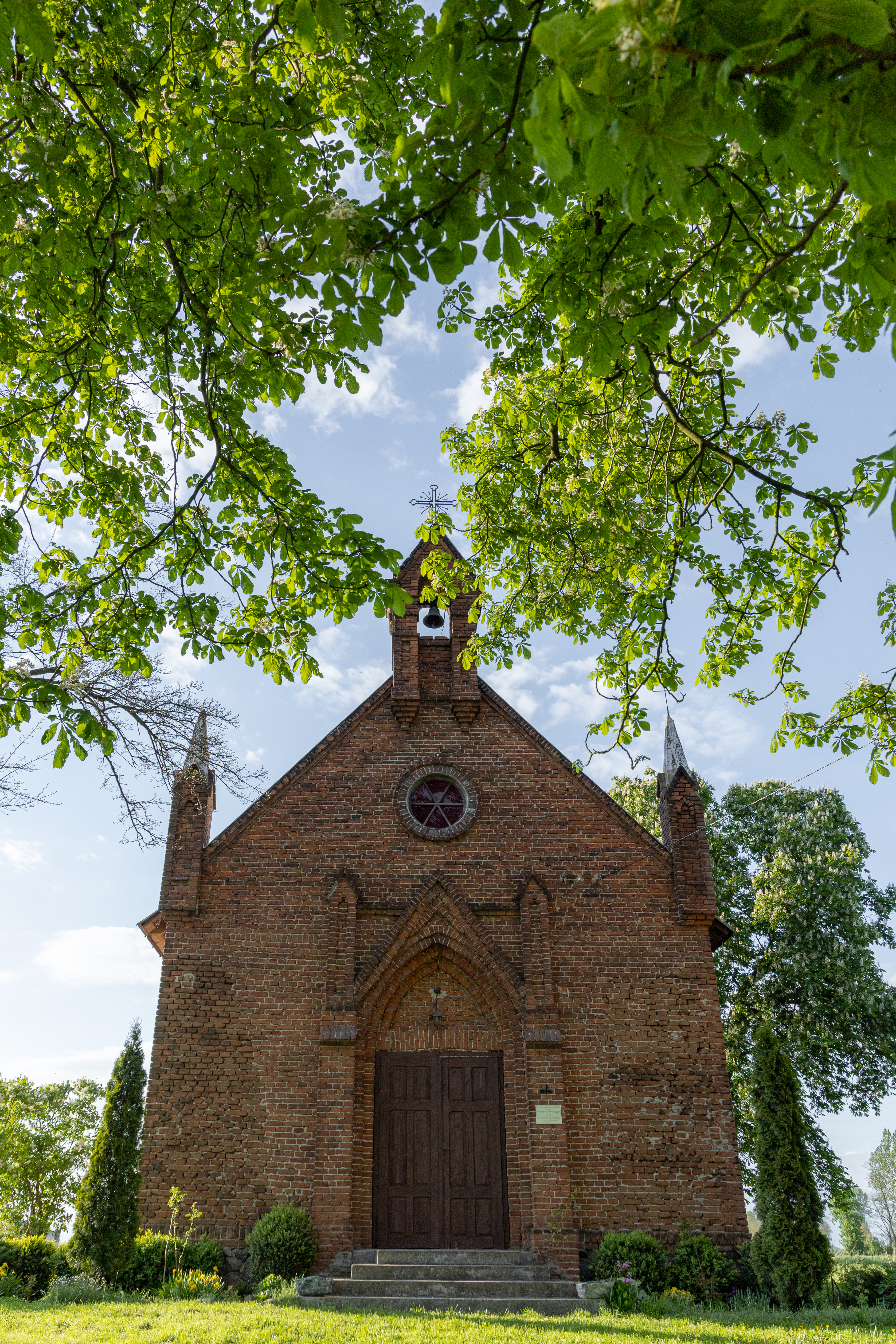
Kościół Przenajświętszego Sakramentu w Kadzidłowej

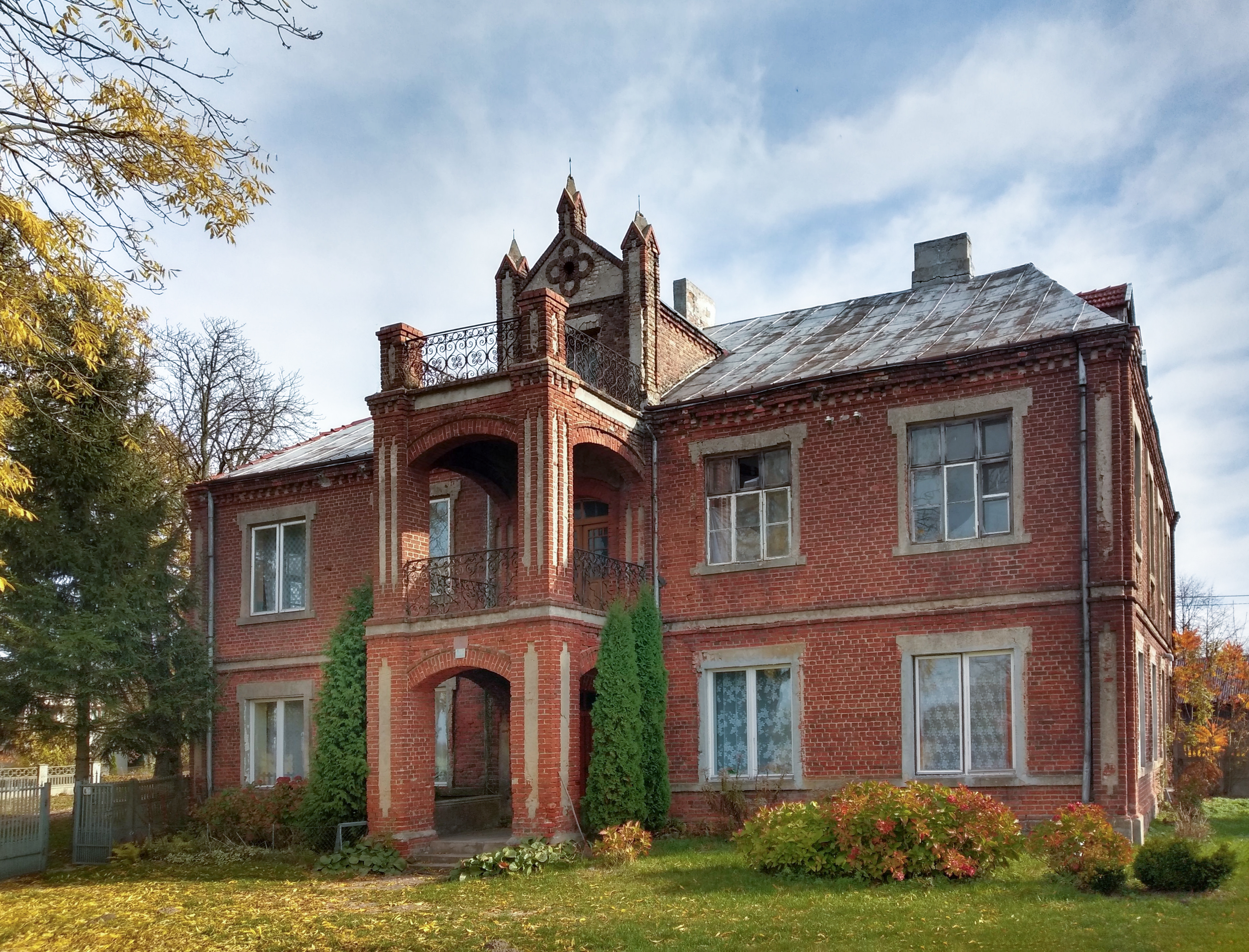
Dom parafialny w Nowej Sobótce

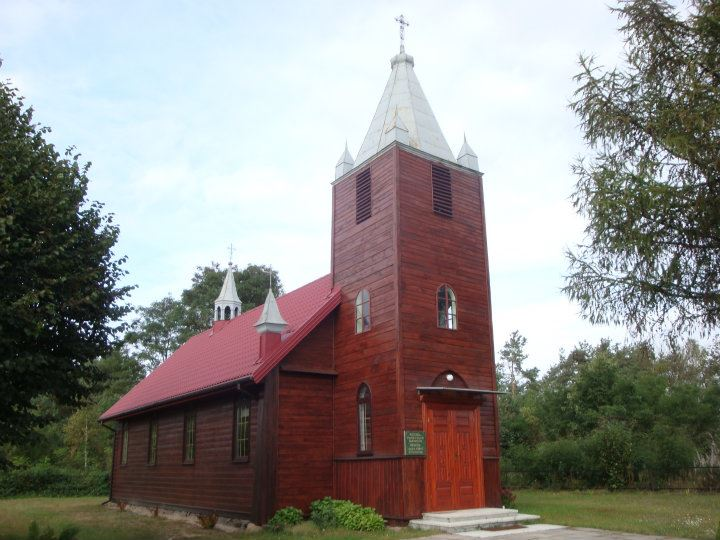
Kościół św. Anny w Piasecznie

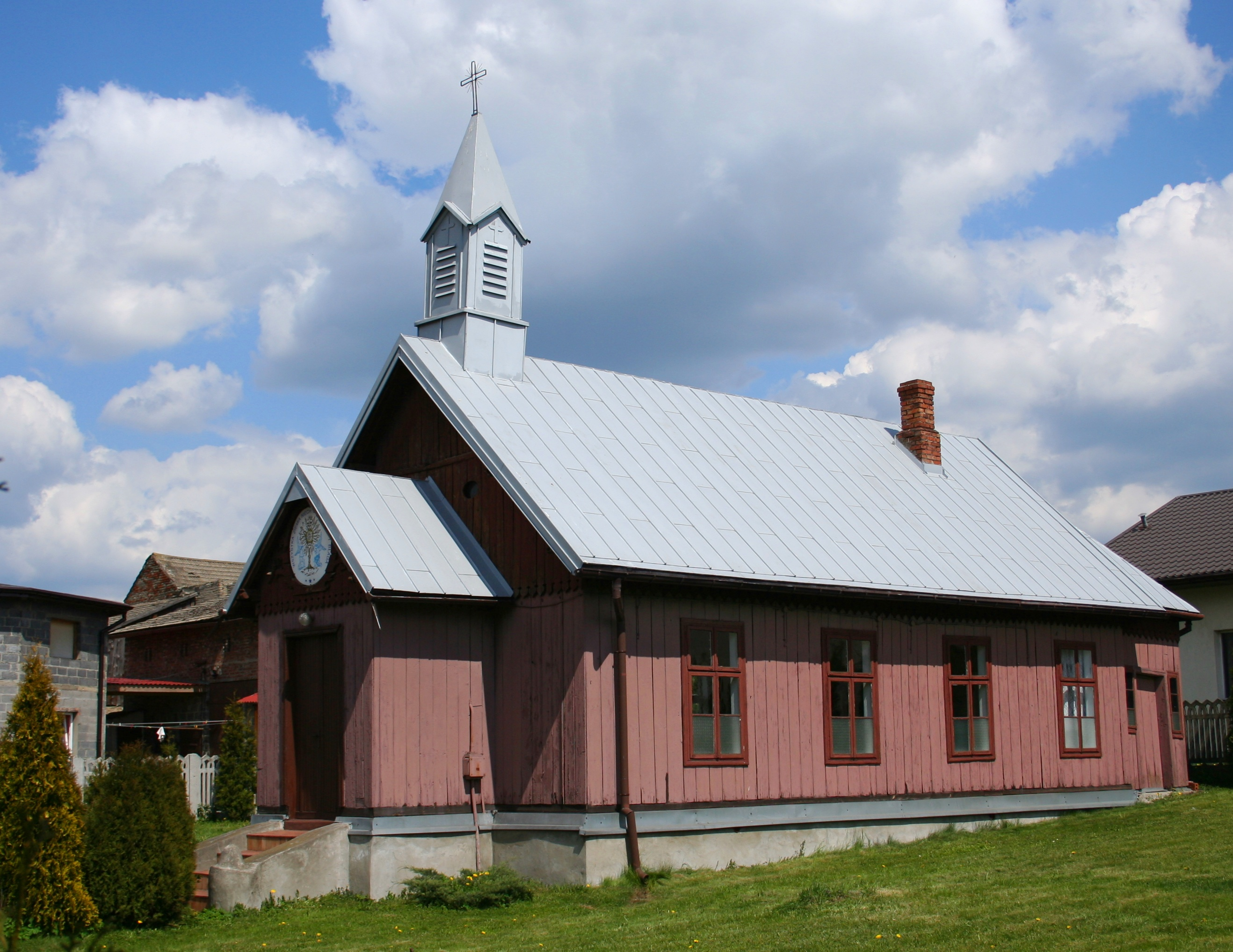
Kościół św. Paschalisa w Koziegłowach

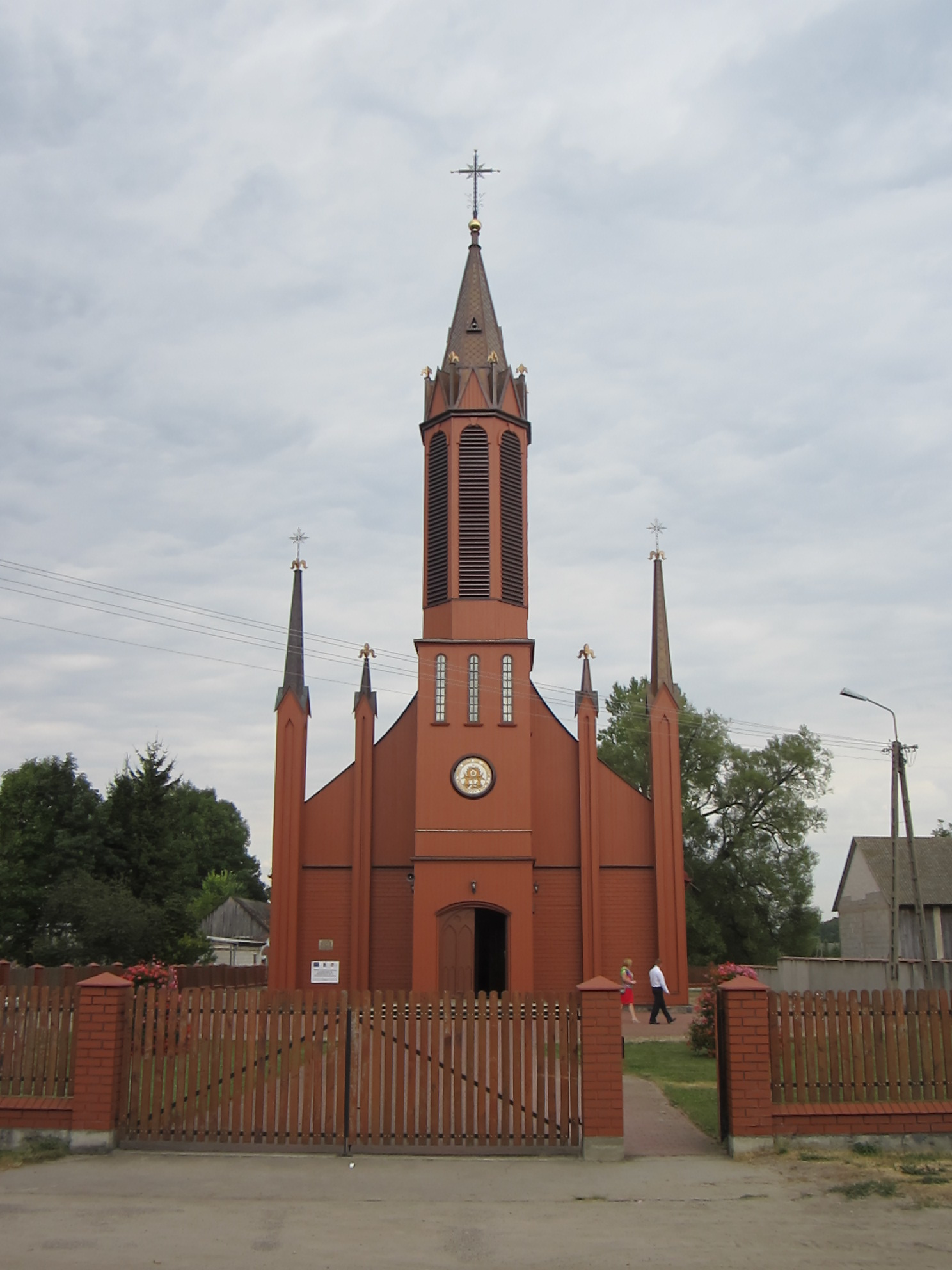
Kościół Wniebowzięcia NMP w Żeliszewie

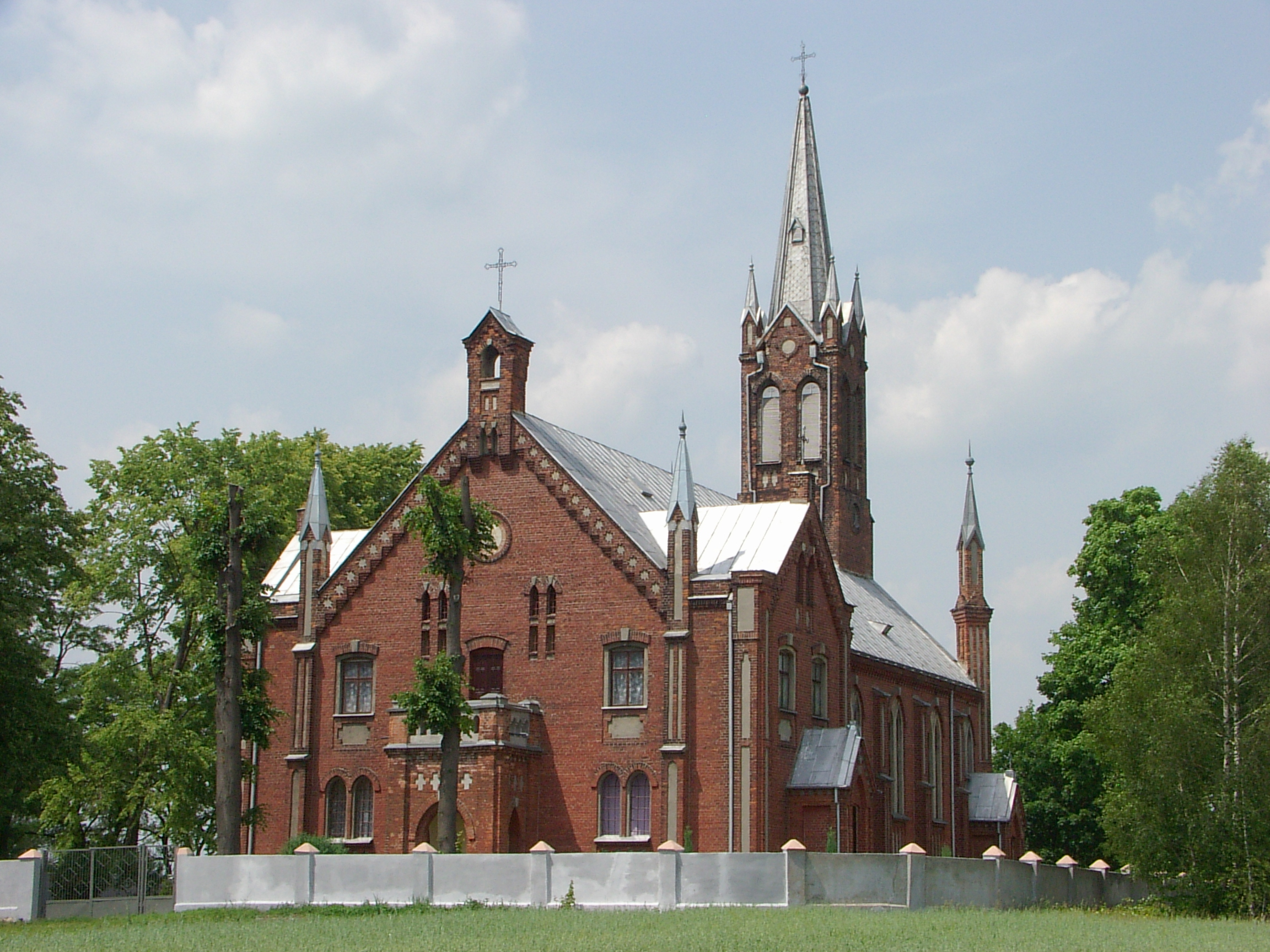
Kościół św. Jana Chrzciciela i św. Doroty w Dobrej pod Łodzią

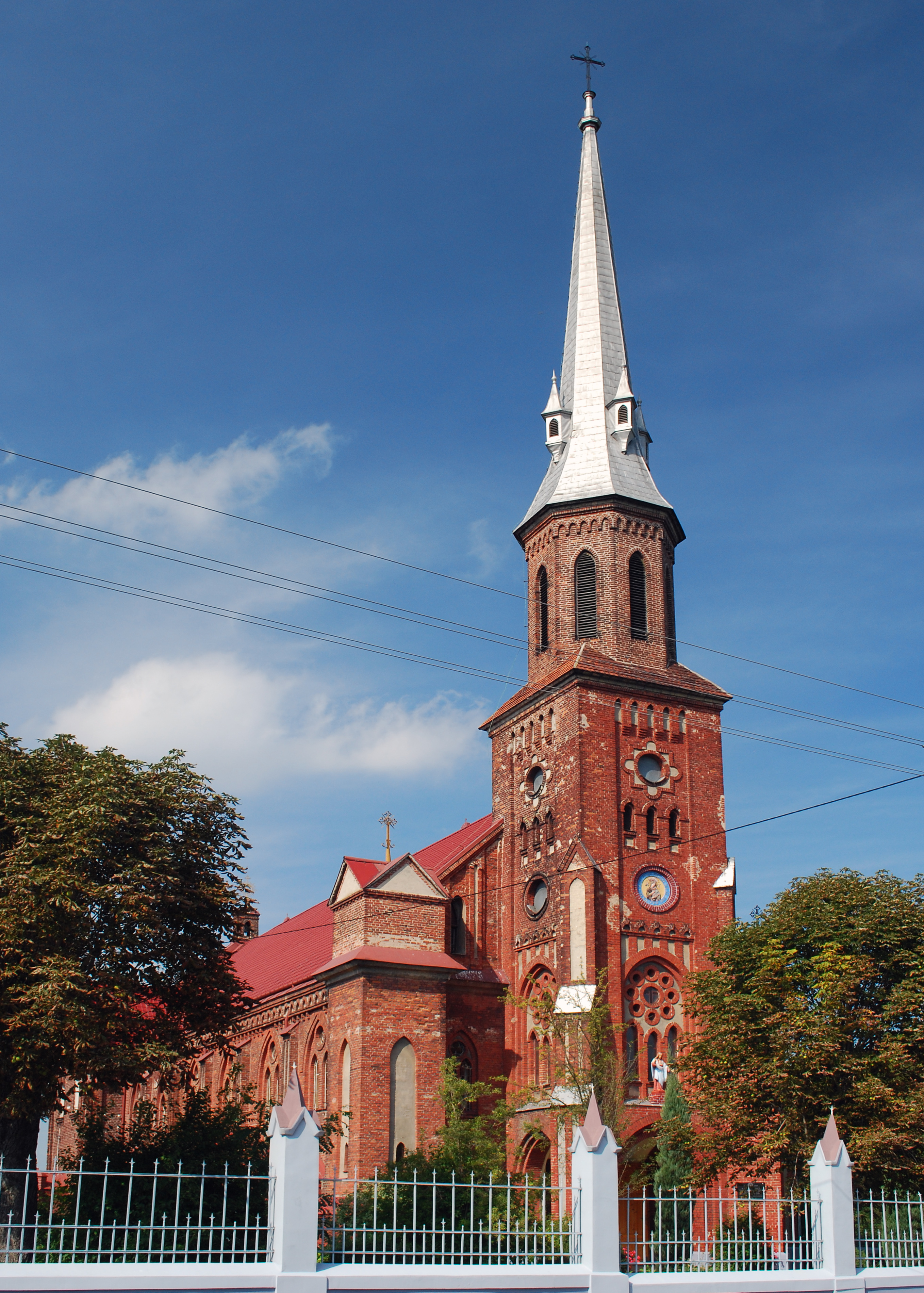
Kościół Matki Bożej Szkaplerznej i św. Wojciecha w Lipce

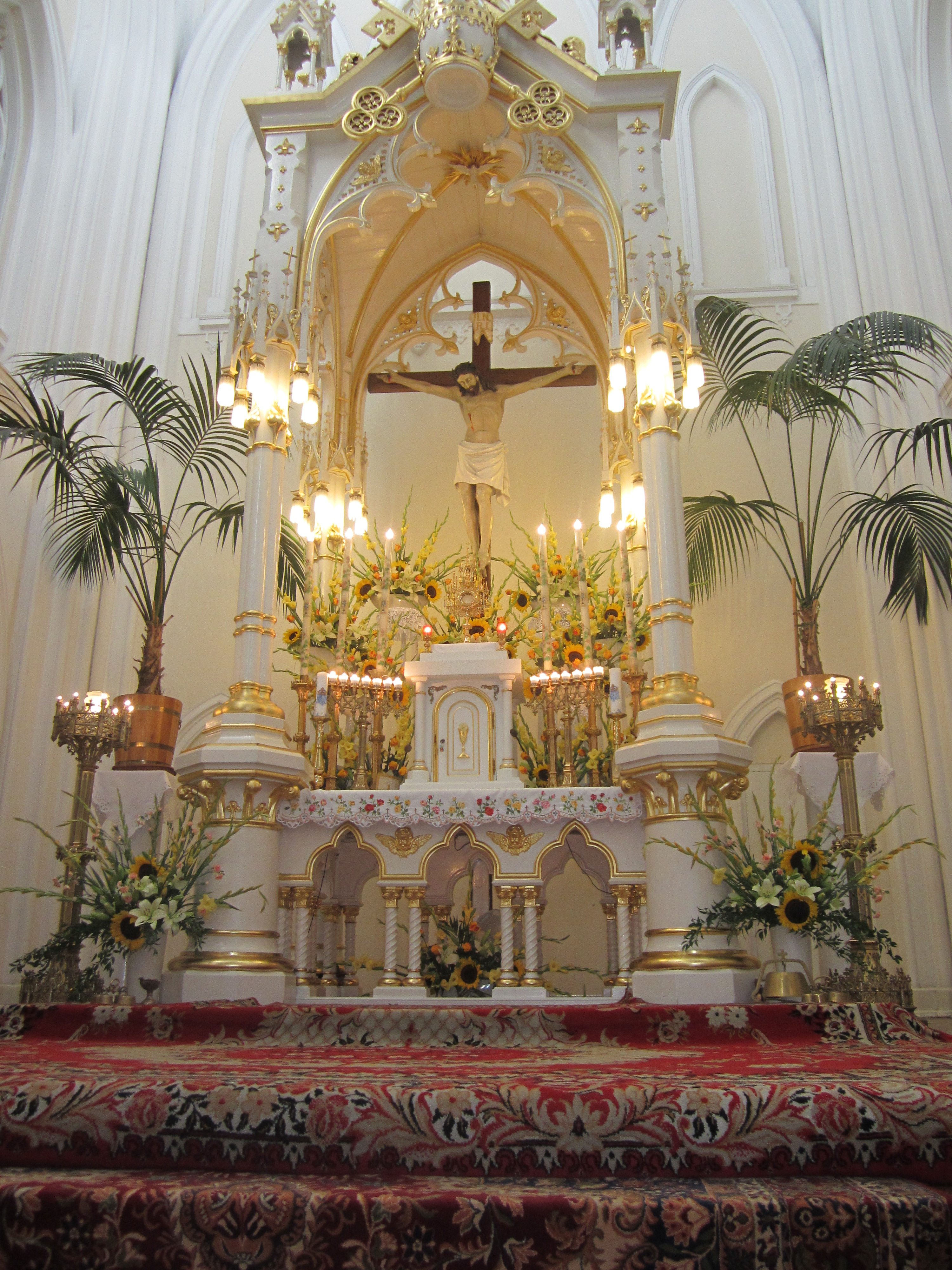
Ołtarz w Świątyni Miłosierdzia i Miłości w Płocku

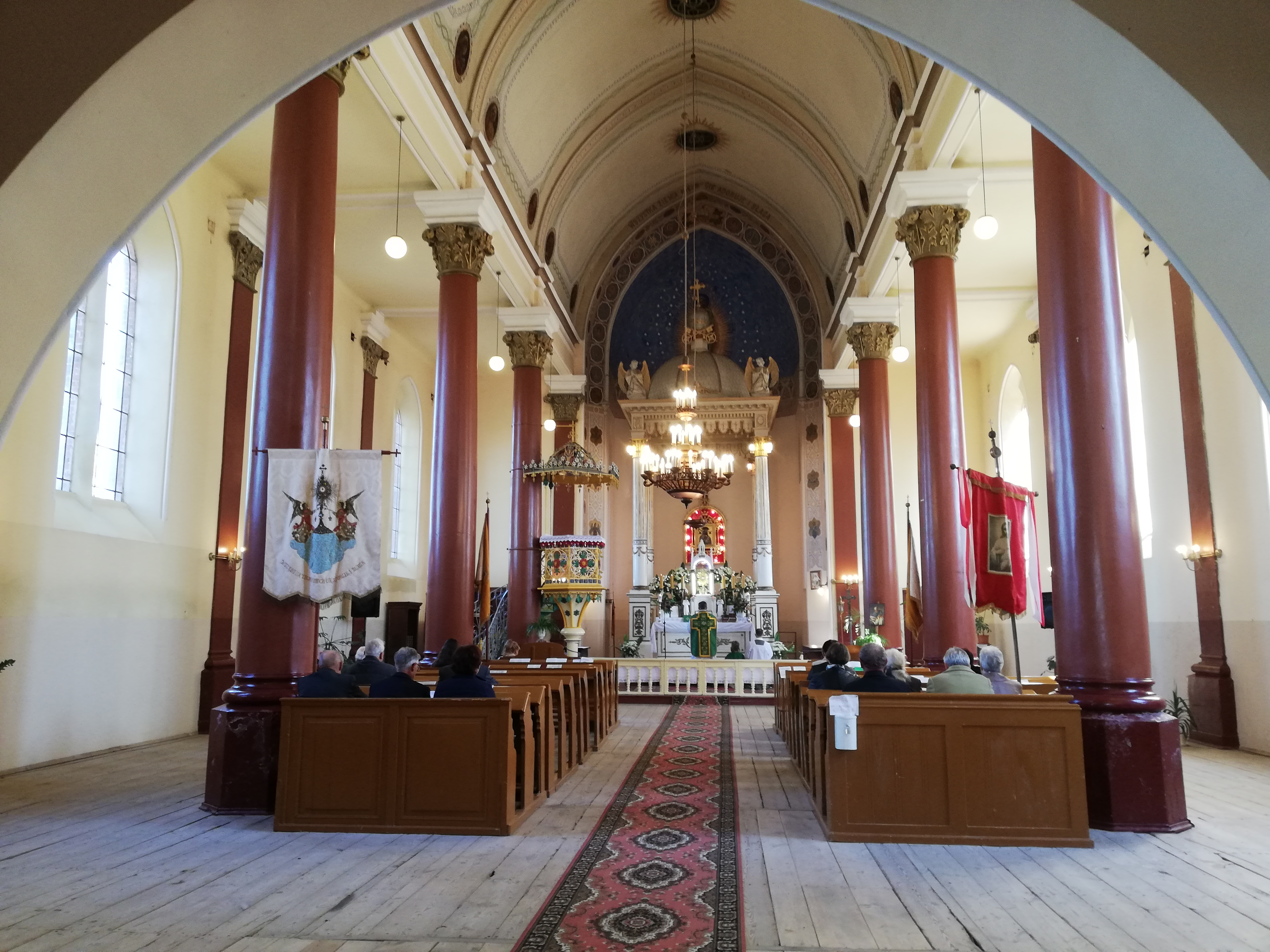
Msza Święta w kościele św. Mateusza i św. Rocha w Sobótce

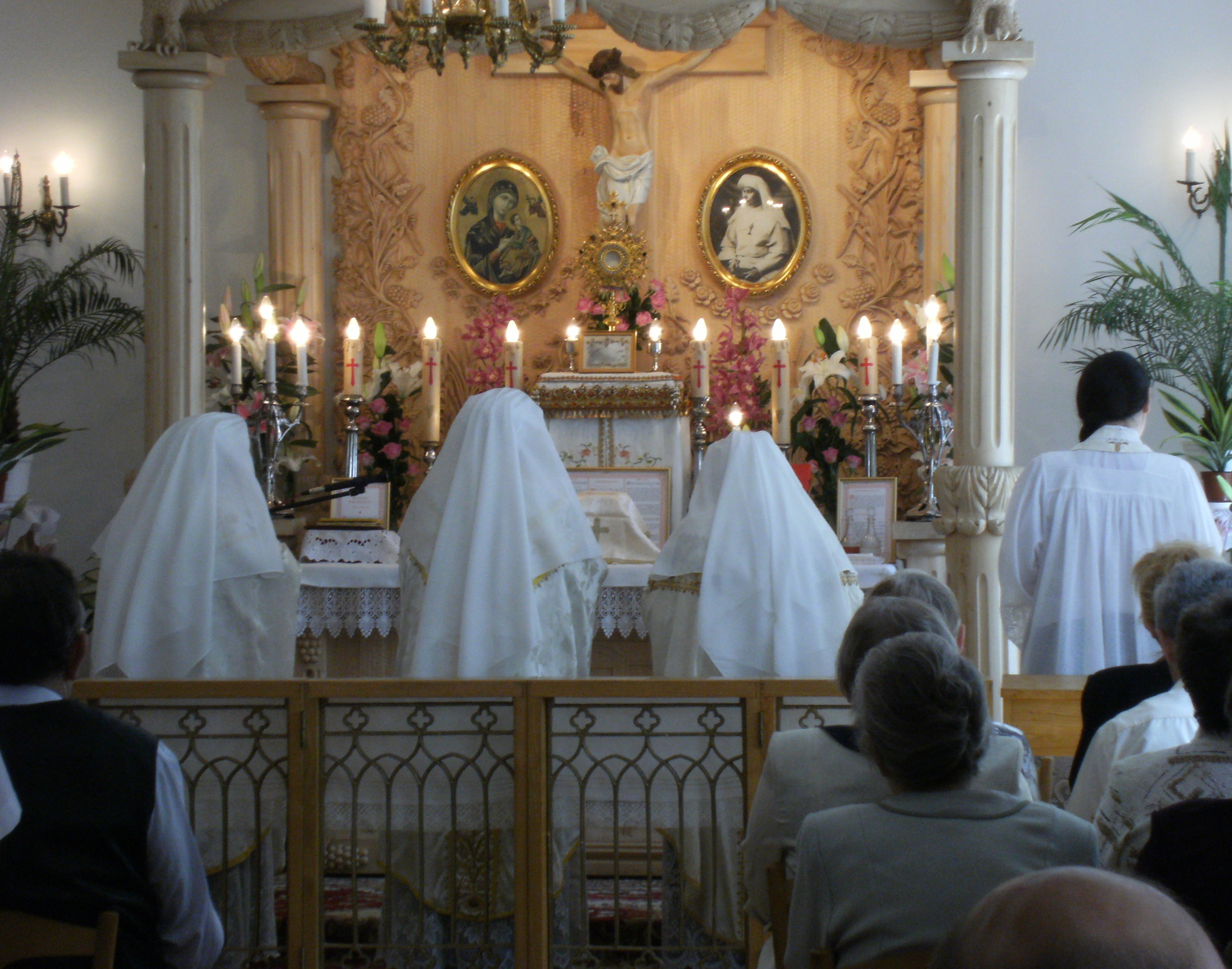
Msza Święta sprawowana przez siostry biskupki w Felicjanowie

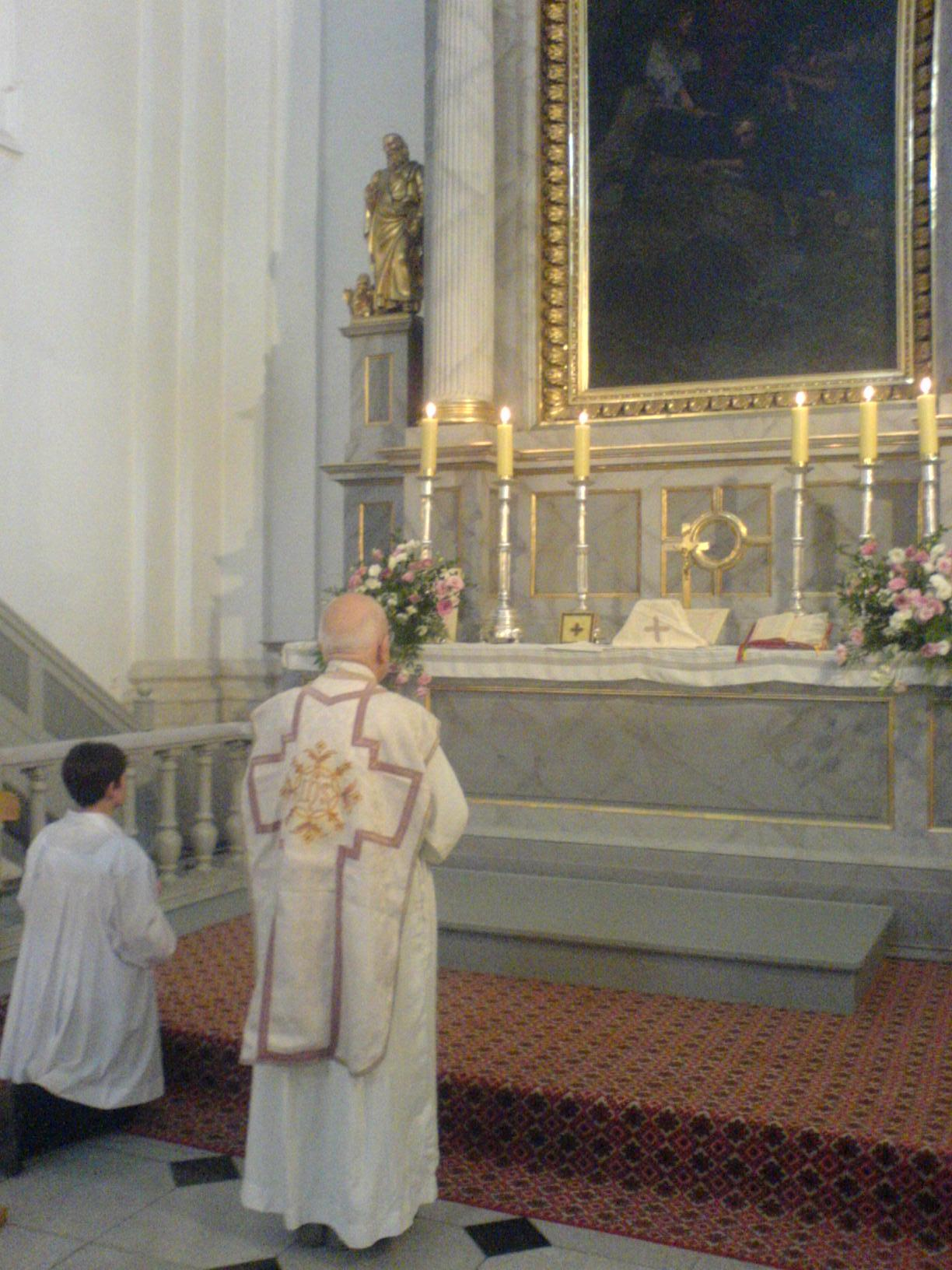
Kapłan M. Paweł Rudnicki sprawuje mariawicką Mszę Św. w kościele ewangelickim w Krakowie

Mariawityzm – grupa wyznań chrześcijańskich, tradycji katolickiej, powstała w Polsce na przełomie XIX i XX wieku, oparta na serii objawień, określanych jako Dzieło Wielkiego Miłosierdzia, których dostąpić miała polska zakonnica Maria Franciszka Kozłowska. Wspólnota mariawicka działała początkowo w ramach Kościoła rzymskokatolickiego zachowując jego zwyczaje i praktyki pobożnościowe, jednak w 1906, po ekskomunice nałożonej przez papieża Piusa X na założycielkę i księdza Jana Kowalskiego, została z niego wyłączona.
Mariawityzm jest wyznaniem oryginalnie polskim, wywodzącym się organizacyjnie z ruchu honorackiego. Współcześnie około 25 tysięcy chrześcijan w Polsce i 20 tysięcy we Francji przyznaje się do wyznania mariawickiego. Wspólnoty mariawickie istnieją też w niektórych krajach Europy Zachodniej, Afryki i obu Ameryk.

## Nazwa
Nazwa mariawityzm pochodzi od łacińskich słów Mariae vitam (imitantes), co w języku polskim oznacza „Maryi życie (naśladujący)”. Nazwa ta wyraża naśladowanie życia Matki Bożej, jej pokory, miłości, czystości i modlitwy oraz szerzenie kultu maryjnego.
Pochodzenie nazwy jest według św. Marii Franciszki nadprzyrodzone. Pochodzi ona z pierwszego objawienia w Dziele Wielkiego Miłosierdzia: Chcę, aby powstało Zgromadzenie Kapłanów pod nazwą Mariawitów.
W początkach XX wieku przeciwnicy mariawityzmu nazywali go obraźliwie sektą pseudokatolicką, mankietnictwem bądź kozłowityzmem. Wyrażenie mankietnicy pochodzi od noszenia habitów z mankietami przez kapłanów mariawickich, który tym szczegółem odróżniali się od większości księży katolickich. Wyrażenia tego używał między innymi biskup płocki Antoni Julian Nowowiejski.

## Historia
Mariawityzm, wśród wyznań chrześcijańskich w Polsce, jako jedyny ma genezę czysto polską. Powstał on na podstawie objawienia Bożego, jakie miała otrzymać Maria Franciszka Kozłowska, pod koniec XIX wieku na ziemiach polskich pod zaborem rosyjskim.

### Geneza
Po powstaniu styczniowym na terenie zaboru rosyjskiego administracja carska zaczęła ograniczać funkcjonowanie Kościoła katolickiego, kojarzonego z kultywowaniem polskości. Skasowano wiele zgromadzeń zakonnych, utrudniano przyjmowanie do nowicjatu przez co zakony musiały działać w ukryciu. Na skutek ograniczania życia zakonnego przez władze carskie w latach 70. i 80 XIX wieku zaczęły powstawać liczne ukryte zgromadzenia honorackie. Parafiom pozwolono zachować jedynie niewielkie majątki ziemskie, zaś księża stali się urzędnikami państwowymi, a ich pensje wypłacano ze specjalnego funduszu. W wyniku tych działań administracyjnych drastycznie obniżyły się dochody duchownych. Proboszczowie, aby utrzymać siebie, wikarych oraz pokryć koszty funkcjonowania parafii często podnosili opłaty za posługi religijne. Szczególnie uderzało to w ubogą ludność wiejską, dla której religia była integralną częścią życia społecznego. Zdarzały się przypadki przeznaczania przez księży funduszy parafialnych na utrzymanie krewnych. Wierni uskarżali się również na brak zaangażowania w pracę duszpasterską czy wręcz na lekceważenie ich ze strony kapłanów, na niezrozumiałe i schematyczne kazania, udzielanie komunii bez odpowiedniego przygotowania wiernych, odprawianie mszy jedynie w ważne święta, często bez kazań, na odmowy spowiedzi. Rozpowszechniło się wówczas przekonanie, że wystarczy, jeśli wierni będą przystępować do komunii dwa, trzy razy w roku.
Pojawiały się także skargi na przekraczanie przez duchownych norm moralnych. Niektórych księży przyłapywano na hazardzie (karciarstwo), zbyt częstym przebywaniu w towarzystwie ludzi świeckich, nadużywaniu używek w postaci tytoniu czy alkoholu. Do takich sytuacji prowadziła pobłażliwość biskupów, którzy przymykali oko na nadużycia duchownych. Do tego stanu rzeczy przyczyniał się nieodpowiedni system edukacji w seminariach oraz niskie wymagania wobec kandydatów. Dopiero w roku 1906, czyli w okresie tworzenia się mariawityzmu, do seminariów wprowadzono pedagogikę i socjologię. Innym problemem były różnice społeczne, gdyż księża często dystansowali się od wiernych pochodzących z niższych warstw. W okresie tym niezwykle żywo dyskutowano o potrzebie zmian w Kościele.

### Objawienia
W tej sytuacji 2 sierpnia 1893 w kościele rzymskokatolickiego seminarium duchownego w Płocku przed ołtarzem Matki Boskiej Anielskiej, założycielka i matka przełożona ukrytego zgromadzenia honorackiego Sióstr Ubogich Świętej Klary – Maria Franciszka, miała otrzymać objawienie nazwane „Dziełem Wielkiego Miłosierdzia”. Wydarzenie to jest uznawane za początek mariawityzmu. Objawienia krytykują niemoralność wśród duchownych i wskazują, że grzechy jakich dopuszczają się kapłani sieją zgorszenie wśród wiernych, stając się przyczyną ogólnego zepsucia moralnego świata. Ratunkiem dla ludzkości pogrążonej w występkach jest cześć dla Przenajświętszego Sakramentu, co się wyraża w częstym przyjmowaniu Komunii Świętej i adoracji Przenajświętszego Sakramentu oraz wzywanie pomocy Matki Bożej i naśladowanie Jej życia. Na podstawie tego objawienia powołane zostało Zgromadzenie Kapłanów Mariawitów.
Pierwsi księża mariawici wywodzili się z elity duchowieństwa rzymskokatolickiego, byli to głównie profesorowie seminarium. Nie pobierali oni opłat za posługi religijne, prowadzili ożywioną pracę duszpasterską, toteż mariawityzm dość szybko zdobywał popularność i poparcie wśród ludności, zwłaszcza w parafiach wiejskich na obszarze zaboru rosyjskiego. Niekonwencjonalną pracą duszpasterską spowodowali radykalną odnowę duchową i moralną wiernych. W 1903 kapłani mariawici wręczyli teksty objawień i krótką historię Zgromadzenia Kapłanów Mariawitów biskupom: lubelskiemu, płockiemu i warszawskiemu. Podczas pobytu w Rzymie, 6 sierpnia szesnastu kapłanów mariawitów dokonało wyboru przełożonego Zgromadzenia, którym został ks. Jan Maria Michał Kowalski. 13 sierpnia 1903 delegacja szesnastu kapłanów wraz z założycielką wręczyła papieżowi Piusowi X rękopis z objawieniami i historią zgromadzenia oraz prośbę o jego zatwierdzenie.
Po powrocie z Rzymu, siostra Maria Franciszka Kozłowska utworzyła Związek Mariawitów Nieustającej Adoracji Ubłagania, który skupiał wszystkich mariawitów w zgromadzeniach: kapłanów, sióstr, tercjarzy i bractwa. Głównym zadaniem związku miało być przywrócenie na całym świecie najwyższej chwały Bogu, odrodzenie duchowe i powrót do gorliwości pierwszych chrześcijan. Kapłani i siostry przyjmując zakonne, franciszkańskie reguły i formy chcieli działać w łonie Kościoła rzymskokatolickiego jako grupa misyjna, bez zamiaru tworzenia samodzielnej konfesji.

### Powstanie niezależnej wspólnoty
Na posiedzeniu 31 sierpnia 1904 Kongregacja Świętego Oficjum wydała dekret ogłoszony 4 września 1904, na mocy którego nakazała rozwiązanie Zgromadzenia Kapłanów Mariawitów, a utrzymywanie kontaktów z Feliksą Marią Franciszką Kozłowską zostało surowo zakazane. Wykonawcą dekretu Watykan ustanowił nieprzychylnego mariawityzmowi bp. Jerzego Szembeka. Dekret ten rozpoczął próby likwidacji mariawityzmu. Zdarzały się przypadki zwalniania mariawitów z pracy, urządzano pikiety uniemożliwiające odprawianie nabożeństw, blokowano pochówki wiernych czy nawet wynoszono ciała zmarłych poza cmentarz. 27 stycznia 1906 przez arcybiskupa warszawskiego został suspendowany prowincjał płocki Zgromadzenia Kapłanów Mariawitów ks. Jan Kowalski. Spowodowało to wypowiedzenie posłuszeństwa swoim biskupom przez członków Zgromadzenia – 1 lutego 1906 arcybiskupowi warszawskiemu Wincentemu Popiel-Chościakowi, a 8 lutego biskupowi płockiemu Apolinaremu Wnukowskiemu. W ciągu sześciu tygodni do połowy marca 1906 na mariawityzm przeszło 16 parafii rzymskokatolickich wraz z około 50–60 tysiącami wiernych. Pomiędzy lutym a kwietniem 1906 roku doszło do starć na tle religijnym, w których po obu stronach zginęło 18 osób, a kilkaset odniosło rany.
5 kwietnia 1906 papież Pius X podpisał encyklikę Tribus circiter potępiającą mariawitów, która została odczytana w kościołach katedralnych w Warszawie, Płocku i Lublinie w Wielki Czwartek 12 kwietnia 1906.
28 listopada 1906 władze carskie wydały dekret prawnie legalizujący działanie Związku Mariawitów w cesarstwie rosyjskim. W tej sytuacji mariawici – 33 duchownych, s. Maria Franciszka Kozłowska z siostrami zakonnymi i rzeszą wiernych organizowali się w niezależny Kościół Katolicki Mariawitów. Dekret nakazywał jednak mariawitom opuszczenie kościołów parafialnych. Wobec tego urzędowego nakazu mariawici w okresie czterech lat zbudowali 38 kościołów i 34 kaplice, organizując odrębne parafie w archidiecezji warszawskiej oraz diecezjach płockiej, lubelskiej, kieleckiej, sandomierskiej i sejneńskiej. W parafiach obok pracy duszpasterskiej zmierzającej do ożywienia życia religijnego, prowadzono szeroko zakrojoną działalność kulturalno-oświatową i charytatywną. 
5 grudnia 1906 roku został wydany dekret Kongregacji Świętego Oficjum o ekskomunice większej, zwanej popularnie klątwą, na ks. Jana Marię Kowalskiego i Marię Franciszkę Kozłowską. Feliksa Kozłowska została jako jedna z niewielu kobiet w historii chrześcijaństwa imiennie ekskomunikowana. Kapłanom mariawickim, również pod groźbą ekskomuniki, wyznaczono 20 dni na zerwanie z ruchem. Dekret został ogłoszony 30 grudnia 1906 w diecezji warszawskiej, płockiej i lubelskiej. Ten dzień uważa się za ostateczną datę wyłączenia mariawitów z Kościoła rzymskokatolickiego.

### Rozwój Kościoła Mariawitów
Podczas pasterki 24 grudnia 1907 kapłani mariawiccy odprawili pierwszą Mszę świętą w języku polskim w kaplicy sióstr w Płocku. Od tego czasu mariawici wszystkie posługi religijne sprawują w językach narodowych. Ponadto kapłani zalecali wiernym częstą Komunię świętą, adorację Przenajświętszego Sakramentu, czytanie Pisma Świętego, którego fragmenty publikowane były na łamach Maryawity. Wprowadzone w Kościele mariawitów zmiany, w Kościele rzymskokatolickim wprowadzono dopiero w następstwie Soboru Watykańskiego II. Mariawici odrzucili rzymskokatolicką naukę o odpustach, dogmat o nieomylności papieża i jego jurysdykcję nad Kościołem, ograniczyli przesadny kult świętych, odrzucili kult obrazów i relikwii, przyjmowali wyłącznie dobrowolne opłaty za posługi religijne i zrezygnowali z przyjmowania ofiar za intencje mszalne. 16 lutego 1909 minister spraw wewnętrznych zatwierdził strukturę organizacyjno-administracyjną wyznania mariawitów. 
We wrześniu 1909, na zaproszenie od biskupa starokatolickiego Austrii, udała się delegacja księży mariawitów – ks. Jan Maria Michał Kowalski, ks. Roman Maria Jakub Próchniewski, ks. Leon Maria Andrzej Gołębiowski – na kongres starokatolików do Wiednia. Tam podczas obrad, 7 września 1909, uczestnicy kongresu po zapoznaniu się z zasadami ruchu mariawickiego, przyjęli Kościół Katolicki Mariawitów do Unii Utrechckiej Kościołów Starokatolickich, a 5 października tego roku w starokatolickiej katedrze w Utrechcie ks. Jan Kowalski otrzymał święcenia biskupie. Po powrocie z Holandii biskup Jan Kowalski rozpoczął pierwszą wizytację biskupią parafii mariawickich. W 1910 w Łowiczu sakrę biskupią przyjęli dwaj księża: Roman Maria Jakub Próchniewski i Leon Maria Andrzej Gołębiowski. W tym roku liczba mariawitów na ziemiach polskich wzrosła do 162 250 wiernych.
11 marca 1912, na podstawie aktu prawnego Prawo o wyznaniu Mariawitów, Kościół Mariawitów został zalegalizowany jako związek religijny na równi z innymi prawnie uznanymi przez władze cesarstwa rosyjskiego Kościołami chrześcijańskimi. Ustawa ta dawała mariawitom prawo do sprawowania obrzędów religijnych zgodnie z przyjętymi zwyczajami i przepisami, zezwalała na publiczne odprawianie nabożeństw we własnych świątyniach i kaplicach, wygłaszanie kazań i spełnianie wszystkich posług religijnych. 
W latach 1911–1914 wybudowano Świątynię i Klasztor w Płocku, będący siedzibą władz Kościoła. W 1918 Kościół posiadał m.in. 42 ochronki, 47 szkół, 11 przytułków oraz 11 tanich kuchni. W roku 1919 Kościół Katolicki Mariawitów, dając wyraz swej przynależności do starokatolicyzmu, zmienił swoją nazwę na Staro-Katolicki Kościół Mariawitów.
Na początku 1920 Feliksa Kozłowska, wyniszczona postami, odprawiająca od wybuchu I wojny światowej coroczne, ścisłe, czterdziestodniowe rekolekcje, zachorowała na wodną puchlinę. 23 sierpnia 1921 zmarła na nowotwór wątroby. W dniu jej śmierci Kościół Mariawitów liczył 3 biskupów, 30 kapłanów i 57 braci zakonnych, 244 sióstr zakonnych i około 43 tysiące wiernych. Posiadał 67 parafii, 38 filii, 77 kościołów, 58 kaplic, 72 domy parafialne, 25 szkół, 1 progimnazjum, 45 przedszkoli, 14 czytelni, 28 sal zajęć, 32 zakłady rękodzielnicze, 4 internaty dla sierot, 13 domów starców, 7 piekarni, 2 straże ogniowe, 22 gospodarstwa rolne oraz 3 towarzystwa pożyczkowo-oszczędnościowe i 43 związki wspomagania ubogich. Poza granicami Rzeczypospolitej Polskiej, na Litwie i Rusi było 6 parafii, 3 filie, 3 kościoły, 7 kaplic i 3 domy parafialne.

### Reformy arcybiskupa Kowalskiego
Po śmierci św. Marii Franciszki cała władza zwierzchnia przeszła w ręce arcybiskupa Jana Marii Michała Kowalskiego. W świetle przepisów legalizujących mariawityzm, arcybiskup Kowalski był reprezentantem Kościoła mariawitów i jego jednoosobowym organem, ponadto był ministrem generalnym Zgromadzenia Kapłanów Mariawitów, którego urząd był dożywotni. W jego osobie mariawici upatrywali spadkobiercę duchowej założycielki. Pod jego kierunkiem Kościół rozwijał intensywnie swoje życie duchowe i społeczne. Zyskawszy tak wielki autorytet arcybiskup Kowalski wszedł na drogę własnych wizji, które nazywał zrozumieniami.
Pierwszym doniosłym wydarzeniem było wprowadzenie, w pierwszą rocznicę śmierci Mateczki, 23 sierpnia 1922, udzielania wiernym Komunii św. pod dwiema postaciami (chleba i wina). Ten sposób udzielania Komunii św. był praktykowany w Kościele Zachodnim do XIII wieku. W tym samym roku w Płocku otworzono drukarnię przyklasztorną. Jako pierwsze ukazało się Dzieło Wielkiego Miłosierdzia o objętości 618 stron, zawierające Objawienia św. Marii Franciszki, jej życiorys, ustawy zakonne oraz traktaty religijne o życiu duchowym napisane przez Mateczkę. Nową przełożoną generalną Zgromadzenia Sióstr Mariawitek została, późniejsza arcykapłanka Izabela Wiłucka-Kowalska. W 1923, zgodnie z zaleceniami Matki Założycielki postanowiono udzielić święceń biskupich trzem kapłanom: Wawrzyńcowi Marii Franciszkowi Rostworowskiemu, Klemensowi Marii Filipowi Feldmanowi i Wacławowi Marii Bartłomiejowi Przysieckiemu.
Arcybiskup Kowalski ogłosił listem pasterskim z dnia 18 kwietnia 1924 zniesienie przymusowego celibatu i wprowadzenie dla kapłanów mistycznych związków małżeńskich z siostrami zakonnymi. Ujawniono też związek arcybiskupa z przełożoną Zgromadzenia Sióstr Mariawitek, Antoniną Marią Izabelą Wiłucką zawarty w roku 1922. Wśród duchowieństwa mariawickiego wywołało to szeroką reakcję. Część kapłanów kierująca się posłuszeństwem zakonnym przyjęła to za zrządzenie Opatrzności Bożej. Inni zaś uznawali, iż związki małżeńskie kapłanów pozostają w sprzeczności ze złożonymi ślubami zakonnymi oraz ustawami kapłanów mariawitów. Na skutek tego wydarzenia 6 kapłanów wypowiedziało posłuszeństwo arcybiskupowi i odeszło z Kościoła Mariawitów. Część z kapłanów, którzy odeszli od mariawityzmu, przeszła do Kościoła rzymskokatolickiego i zapisała na niego nieruchomości parafialne. W związku z wprowadzeniem małżeństw między kapłanami i siostrami zakonnymi, również Unia Utrechcka zawiesiła stosunki ze Starokatolickim Kościołem Mariawitów. W tym też roku arcybiskup ogłosił, że Ofiara Mszy Świętej odprawiana w grzechu nieczystym lub za pieniądze jest nieważna.
Jesienią 1926 dwunastoosobowa delegacja mariawicka udała się w podróż do patriarchatów prawosławnych i do Ziemi Świętej. Pierwszym etapem podróży były patriarchaty słowiańskie: Belgrad i Sofia. Następnie delegacja mariawicka udała się do patriarchatów w Konstantynopolu, Jerozolimie i Aleksandrii, odwiedzili także siedzibę Greckiego Kościoła Prawosławnego. Chodziło o nawiązanie stosunków ekumenicznych z tymi Kościołami i zapoznanie ich z ideą mariawityzmu, jak też o zwiedzenie Ziemi Świętej. Próba nawiązania stosunków nie przyniosła rezultatu.
W ciągu całego omawianego okresu trwały prześladowania, które kierowane były tak przeciwko całemu Kościołowi mariawickiemu, jak i pojedynczym członkom. Samemu arcybiskupowi Michałowi wytyczono ponad 20 procesów karnych. W 1926 za rzekome bluźnierstwa skazano go na rok twierdzy, w 1929 za wydanie Starego Testamentu opatrzonego komentarzami – na rok więzienia. Mimo tych trudności mariawici byli przekonani, że cierpienia są częścią składową powołania chrześcijańskiego. W 1928 mariawici nawiązali oficjalne kontakty z Polskim Narodowym Kościołem Katolickim. Od tego czasu duchowni polskokatoliccy mogli odprawiać nabożeństwa w kościołach mariawickich, korzystać z mszałów, szat liturgicznych i akt stanu cywilnego. Dla Kościoła narodowego miało to ważne znaczenie, gdyż wówczas Kościół ten nie był zalegalizowany na terenie II Rzeczypospolitej.
W 1929 arcybiskup ogłosił postanowienie o mających nastąpić święceniach kapłańskich sióstr. Pierwsze święcenia nastąpiły 28 marca tego roku, kiedy to otrzymało je dwanaście sióstr zakonnych, ponadto przełożona zgromadzenia Maria Izabela Wiłucka otrzymała święcenia biskupie. Wiadomości o święceniach kobiet opisywane były nie tylko w prasie polskiej, ale także i światowej. Wśród przeciwników mariawityzmu wywołało to nowy odzew gniewu i oburzenia, ponowili żądania likwidacji Kościoła mariawitów. W rok po tym wydarzeniu arcybiskup zniósł obowiązkową spowiedź uszną, a na jej miejsce wprowadził spowiedź ogólną z rozgrzeszeniem kapłana. Dalsze listy Kowalskiego z lat 1930–1934 znosiły tytuły duchownych, wprowadzały Komunię św. dla dzieci, nakazywały wyzbycie się nałogu palenia tytoniu i nadużywania alkoholu, znosiły stan duchowny, wprowadzając kapłaństwo powszechne, znosiły obrzęd święcenia wody oraz obowiązkowe posty.
Mariawici osiągali wówczas poważne rezultaty w pracy duchowej, a także w rozwoju swych ośrodków, byli znani z ubóstwa i oparcia się jedynie na własnej pracy oraz ofiarności wiernych. Rozrastało się też w tym czasie centrum w Płocku. Podobne tendencje widziano w Felicjanowie, Cegłowie, Wiśniewie. Cały ośrodek w Płocku liczył w latach 1931–1935 około 500 osób.

### Rozłam w mariawityzmie
Generalna ocena działalności arcybiskupa Kowalskiego w sposób otwarty i jawny przez zdecydowaną większość duchowieństwa nastąpiła na przełomie 1934 i 1935 roku. Na odbytej 4 i 5 października 1934 kapitule biskupi i kapłani domagali się zmiany kierunku w nauczaniu i administrowaniu w Kościele. Arcybiskup Kowalski temu żądaniu stanowczo odmówił. 29 stycznia 1935 doszło więc do kolejnej kapituły kapłanów z udziałem delegatów z parafii i sióstr zakonnych, która podjęła uchwałę o odsunięciu arcybiskupa Kowalskiego od władzy w Kościele. Kapituła generalna wybrała przełożonego Kościoła biskupa Klemensa Marię Filipa Feldmana, przyznając mu tytuł biskupa naczelnego. Postanowiono wówczas, że Kościołem rządzić będzie synod jako organ kolegialny złożony z biskupów i wybranych kapłanów. Kapituła wezwała arcybiskupa Kowalskiego do podporządkowania się jej postanowieniom, uznania wybranego zwierzchnika za swojego przełożonego, zrzeczenia się tytułu własności do wszystkich nieruchomości zapisanych w testamencie św. Marii Franciszki na jego nazwisko i usunięcia się wraz ze swoją małżonką do Felicjanowa koło Płocka, gdzie miał mieć wyznaczone mieszkanie, opiekę i całkowite utrzymanie do śmierci.
Arcybiskup Kowalski wraz ze swymi zwolennikami w ogólnej liczbie 112 osób został 12 marca 1935 przymusowo przeniesiony do Felicjanowa. Po jego stronie opowiedziało się 3 kapłanów i około 80 sióstr zakonnych. Przeniesienie było potwierdzone interwencją płockiego oddziału urzędu wojewódzkiego, a w jej wyniku zrzeczeniem się przez Kowalskiego urzędów kościelnych i praw własności do świątyni i klasztoru w Płocku. Zwolennicy arcybiskupa uznali akt zwołania kapituły za nielegalny. Powołali się na wewnętrzne przepisy, w świetle których wybór ministra generalnego dopuszczalny był tylko w wypadku niezdolności do sprawowania urzędu przez jego poprzednika. Wybór powinien być poprzedzony dobrowolnym zrzeczeniem się urzędu przez ustępującego. Był to bowiem urząd dożywotni.
Mariawityzm rozpadł się na dwie denominacje. Początkowo obydwie strony walczyły o zatrzymanie ówczesnej nazwy wspólnoty: Starokatolicki Kościół Mariawitów, po czym strona felicjanowska powróciła do pierwotnej nazwy, która brzmiała: Kościół Katolicki Mariawitów. Podział liczbowy wiernych w parafiach ukształtował się w stosunku 4:1 na korzyść denominacji płockiej z tym, że około 30% wyznawców odeszło w ogóle od mariawityzmu. Mariawici płoccy przejęli znaczącą większość kościołów i posiadłości parafialnych, mariawici felicjanowscy byli zmuszeni opuścić większość kościołów i kaplic i przenieśli się do prowizorycznie urządzonych kaplic domowych. Jednakże przechowali całą spuściznę duchową mariawityzmu po arcybiskupie Michale. Kolejne pokolenia wiernych Kościoła Katolickiego Mariawitów poddawane były licznym formom presji społecznych, nacisku, prześladowaniom, w wyniku czego znaczna część wiernych odeszła od religii w ogóle lub związała się z Kościołem rzymskokatolickim lub Kościołem Starokatolickim Mariawitów.

### Mariawityzm po rozłamie
Po rozłamie Kościół Starokatolicki Mariawitów stopniowo odchodził od reform abp Kowalskiego. 2 maja 1935 uznano „kapłaństwo sióstr zakonnych za instytucję prywatną”. Stopniowo zabraniano kapłankom i biskupkom sprawować obowiązki duszpasterskie, a 6 marca 1938 skasowano kapłaństwo kobiet całkowicie. Przywrócono ceremonie nabożeństw wielkotygodniowych, święcenie wody, oleju i inne sakramentalia. Część reform, które mariawici płoccy uznali za dobre – pozostawiono, resztę odrzucono bądź nie praktykowano.
9 lipca 1936 abp Michał został osadzony w więzieniu na mocy niewykonywanego wyroku z 22 października 1931, a następnie na żądanie biskupa Filipa Feldmana Urząd Wojewódzki w Warszawie zabezpieczył majątek felicjanowski przed, jak mówi pismo: „rozgrabieniem go przez pozostałe siostry mariawitki”. W więzieniu abp Kowalski doznał – jak twierdził – nowych objawień, na których podstawie ogłosił swojemu odłamowi w 1938 nową naukę o Trójcy Świętej. Koncepcja ta zakłada, że tak jak Druga Osoba Trójcy wcieliła się w Jezusa Chrystusa, tak Bóg Ojciec wcielił się w Maryję, a Duch Święty w Mateczkę. 
W chwili rozłamu wszystkie zagraniczne placówki opowiedziały się za arcybiskupem Michałem. W 1938 kapłan Marie Marc Fatôme otrzymał sakrę biskupią i został ordynariuszem mariawitów we Francji. Biskup Marc Fatôme przekazał mariawicką sukcesję apostolską do Niemiec, gdzie konsekrował kapłana Helmuta Norberta Maasa w 1949. Kontakty między Kościołem Katolickim Mariawitów z siedzibą w Felicjanowie a mariawitami zza granicy ustały w latach 60. XX wieku. W ich wyniku wyłonił się Kościół Katolicki Mariawitów we Francji oraz Kościół Katolicki Zakonu Mariawitów w Niemczech. Później drogą przekazania sukcesji apostolskiej wspólnoty mariawickie powstały w Afryce (Kościół Katolicki Mariawitów w Kamerunie) i w Ameryce Południowej (Kościół Katolicki Mariawitów w Argentynie). Kościół niemiecki posiadał placówki w Szwecji i Paragwaju. Po II wojnie światowej upadły mariawickie parafie na Litwie, Łotwie, Białorusi i Ukrainie. 
Idea mariawityzmu za sprawą polskich emigrantów przeszczepiona została za ocean, gdzie w 1930 powstał Kościół Starokatolicki Mariawitów w Ameryce Północnej. Wspólnota ta sprzeciwiała się reformom arcybiskupa Kowalskiego i powróciła do dawnych praktyk mariawickich z czasów życia Mateczki.
W 1939 roku powstała misja mariawicka na Węgrzech, a w 1945 kapłan Tomasz Czernohorski-Fehérváry otrzymał w Płocku sakrę biskupią. W 1948 roku została zdelegalizowana prowincja węgierska Kościoła Starokatolickiego Mariawitów, a biskup Fehérváry 1964 roku zdołał potajemnie opuścić Węgry i udał się na emigrację do Austrii, Francji a następnie Kanady, gdzie założył Tradycyjny Chrześcijański Kościół Katolicki. Będąc we Francji wyświęcił na biskupa mariawickiego kapłana Gérarda Grateau dając podwaliny pod przyszłą prowincję francuską Kościoła Starokatolickiego Mariawitów.
W roku 17 lutego 2024 doszło do włączenia w struktury prowincji francuskiej Kościoła Starokatolickiego Mariawitów niezależnego katolickiego Kościoła Maryi Panny z Mont-Saint-Aignan w Normandii. 

## Podział
Mariawityzm wyznawany jest głównie w Polsce i we Francji, a także w licznej diasporze w Stanach Zjednoczonych, Kanadzie, Niemczech, Argentynie, Kamerunie, Gabonie, Kongu, Demokratycznej Republice Konga, Włoszech, Szwecji, Paragwaju, Urugwaju, Brazylii i Maroku.
Starokatolicki Kościół Mariawitów w 1935 przeszedł przez swój pierwszy wielki rozłam; w miarę upływu lat poszczególne wspólnoty na świecie zaczęły się usamodzielniać, co doprowadziło do powstania kilku niezależnych Kościołów mariawickich, m.in.:
- Kościół Starokatolicki Mariawitów – z siedzibą w Płocku
  - prowincja francuska Kościoła Starokatolickiego Mariawitów – z siedzibą w Paryżu
    - diecezja paryska - z siedzibą w Paryżu
    - diecezja normandzka - z siedzibą w Mont-Saint-Aignan

  - diecezja śląsko-łódzka – z siedzibą w Łodzi
  - diecezja lubelsko-podlaska – z siedzibą w Wiśniewie
  - diecezja warszawsko-płocka – z siedzibą w Płocku
- Kościół Katolicki Mariawitów w Polsce – z siedzibą w Felicjanowie
  - kustodia płocka – z siedzibą w Felicjanowie
  - kustodia warszawska – z siedzibą w Warszawie
- Kościół Katolicki Mariawitów w Kamerunie – z siedzibą w Jaunde
- Kościół Zakonu Mariawitów w Niemczech – z siedzibą w Kolonii
  - Prałatura Personalna Kościoła Katolickiego Mariawitów w Paragwaju
  - Misja Kościoła Katolickiego Mariawitów w Szwecji
- Kościół Starokatolicki Mariawitów w Ameryce Północnej – z siedzibą w Wyandotte
- Kościół Katolicki Mariawitów we Francji – z siedzibą w Nantes
- Kościół Katolicki Mariawitów w Argentynie – z siedzibą w Buenos Aires
  - Misja Kościoła Katolickiego Mariawitów w Urugwaju – z siedzibą w Montevideo
  - Misja Kościoła Katolickiego Mariawitów w Hiszpanii – z siedzibą w Madrycie
  - Misja Kościoła Katolickiego Mariawitów na Wyspach Kanaryjskich – z siedzibą w Las Palmas de Gran Canaria
  - Misja Kościoła Katolickiego Mariawitów w Portugalii – z siedzibą w Porto[10]

Niegdyś parafie mariawickie istniały na terenie obecnej Litwy, Łotwy, Ukrainy, Białorusi, Rosji, Węgier i Wielkiej Brytanii. Na świecie żyli też kapłani i siostry należący do zgromadzeń mariawickich, a pracujący w innych kościołach chrześcijańskich, głównie starokatolickich m.in. w Holandii i Stanach Zjednoczonych.
W Polsce największe skupiska mariawitów znajdują się w okolicy Zgierza, Strykowa, Brzezin, Łodzi, Płocka, Warszawy, Sulejówka, Siedlec, Koziegłów i Mińska Mazowieckiego. 
We Francji najwięcej mariawitów mieszka w okolicy Paryża (ok. 10 tys) i Rouen (ok. 8 tys.)  

## Doktryna
Mariawityzm opiera się na katolickich zasadach wiary i moralności zawartych w księgach kanonicznych Pisma Świętego Starego i Nowego Testamentu oraz dogmatach określonych na pierwszych siedmiu soborach powszechnych i Tradycji niepodzielonego Kościoła. Dodatkowym źródłem wiary jest również Objawienie o Bożym Miłosierdziu jakie otrzymała założycielka mariawityzmu – święta Maria Franciszka Kozłowska. Ma ono wskazywać, że ratunek dla pogrążonego w grzechach świata jest w Chrystusie obecnym w Przenajświętszym Sakramencie oraz we wzywaniu nieustającej pomocy Matki Boskiej. 

### Objawienia
Objawienia Dzieła Wielkiego Miłosierdzia mają charakter eschatologiczny, wskazujący na ostateczne czasy i przyjście Królestwa Bożego na ziemię. Jeżeli ludzkość przyjmie Miłosierdzie Boże ofiarowane światu we czci Przenajświętszego Sakramentu i pomocy Maryi, świat dozna odrodzenia i przemiany, a ziemia stanie się odbiciem nieba. Jeśli ludzie odrzucą Miłosierdzie, dosięgnie ich Sprawiedliwość Boża, czyli każdy człowiek poniesie konsekwencje swoich uczynków. Miłosierdzie jest więc wybawieniem człowieka od sprawiedliwej kary za grzechy. 
Według mariawitów Bóg nieustannie objawia się człowiekowi, szukając z nim kontaktu na różne sposoby. W ciągu wieków ludzkość prowadzona była przez szereg objawień dawanych wpierw patriarchom i prorokom na całym świecie. Następnie, najpełniej Bóg objawił siebie w swoim Synu – Jezusie Chrystusie. Po Jego wniebowstąpieniu zesłał na apostołów Ducha Świętego. Odtąd Duch Święty drogą świętych natchnień prowadzi ludzkość i przewodzi Kościołowi świętemu. Kiedy Kościół oddalił się od pierwotnych zasad Ewangelii potrzeba było, aby Bóg w szczególny sposób objawił się ludzkości i przypomniał o swojej eucharystycznej obecności. Dlatego Dzieło Wielkiego Miłosierdzia uważane jest za szczególne objawienie dane od Boga dla ludzi na ostateczne czasy.  
W teologii mariawickiej wyróżnia się trzy wielkie akty miłości Boga względem człowieka: Dzieło Stworzenia, Dzieło Odkupienia i Dzieło Wielkiego Miłosierdzia. W każdym z tych dzieł w szczególny sposób ujawniła się miłość poszczególnych osób Trójcy Świętej. W akcie stwórczym ukazała się miłość Boga Ojca, w zbawieniu ludzkości na drzewie krzyża ukazała się miłość Syna Bożego i w odnowieniu świata przez cześć Przenajświętszego Sakramentu ukazuje się miłość Ducha Świętego. Dzieło Wielkiego Miłosierdzia uznawane jest za trzecie, ostatnie wielkie Dzieło Boże, które ma przywrócić ludzkości utraconą przez grzech niewinność i świętość, doprowadzić ją do zjednoczenia z Bogiem poprzez miłość i przygotować na przyjście Bożego Królestwa na ziemię. Mariawici wierzą w ostateczne zwycięstwo dobra nad złem, dopuszczając możliwość apokatastazy i nawrócenia się szatana.  

### Dogmatyka
Mariawici swoją dogmatykę kształtują według uchwał pierwszych siedmiu soborów powszechnych, do których zaliczają następujące sobory: nicejski I, konstantynopolitański I, efeski, chalcedoński, konstantynopolitański II, konstantynopolitański III i nicejski II.
Kościoły mariawickie nie ustanawiają dogmatów i nie uznają tych dogmatów, które zostały ogłoszone po rozdziale Kościoła powszechnego w 1054, zatem pod względem dogmatycznym – podobnie jak inne Kościoły starokatolickie – bliższe są prawosławiu niż rzymskokatolicyzmowi. Uważają bowiem, że tylko sobór ekumeniczny jako reprezentujący całe chrześcijaństwo, może ustanawiać dogmaty obowiązujące wszystkich chrześcijan. Nie uznają też prymatu żadnego biskupa oraz nieomylności człowieka w sprawach wiary i moralności.  
Mimo szczególnego szacunku jakim się otacza Niepokalane Poczęcie i Wniebowzięcie Najświętszej Maryi Panny dogmaty te są traktowane jako prawdy wiary, ale wiara w nie nie jest uważana za konieczną do zbawienia.
Kościoły mariawickie nie uznają i nie stosują kar ekskomuniki, klątw i interdyktów. Stąd najwyższą karą kościelną może być odebranie praw członka parafii (wykluczenie z udziału w zebraniach parafialnych). Nieuznawanie jakiegoś dogmatu nie powoduje więc automatycznie wykluczenia ze wspólnoty wierzących, gdyż dogmaty traktowane są jako drogowskazy dla członków Kościoła, ale nie jako bariery dla samodzielnego myślenia. Natomiast kapłan musi uznawać w pełni doktrynę Kościoła. Tak samo jego nauczanie ma pozostawać ściśle w zgodności z tą doktryną. Chrześcijan innych wyznań również się nie uważa za ekskomunikowanych czy też pozbawionych zbawienia.

### Sakramenty
Wyznawcy mariawityzmu uznają siedem katolickich sakramentów świętych, przy czym poszczególne wspólnoty, mają różne poglądy na temat form sakramentów. Chrzest udzielany jest niemowlętom. Komunia święta udzielana jest wiernym pod postaciami chleba i wina. Mariawici uznają dwie formy sakramentu pokuty: spowiedź ogólną przed Panem Jezusem oraz spowiedź indywidualną przed kapłanem. Duchownych nie obowiązuje celibat, kapłani mogą zakładać rodziny.
Droga do kapłaństwa prowadzi przez Wyższe Seminarium Duchowne. W Polsce wymagane jest ukończenie studiów magisterskich z zakresu teologii starokatolickiej na Chrześcijańskiej Akademii Teologicznej w Warszawie. Po pierwszym roku seminarium alumni mają obłóczyny podczas których wręczany jest szary habit z białą koloratką, pasek św. Franciszka, różaniec, krzyż oraz otrzymują nowe imię. Siostry zakonne przy obłóczynach otrzymują dodatkowo krótki welon i obrączkę. Następnym etapem jest tonsura, czyli przyjęcie do stanu duchownego i niższe święcenia, zwane potocznie minorkami: ostiariat, lektorat, egzorcystat, i akolitat. W zależności od potrzeb Kościoła niższe święcenia mogą być udzielane rozłącznie lub razem z kolejnym stopniem – subdiakonatem. W skład wyższych święceń kapłańskich wchodzą: diakonat, prezbiterat i episkopat. Sakramentu święceń udzielają biskupi, natomiast do konsekracji biskupa i przekazania mu sukcesji apostolskiej potrzeba trzech innych biskupów.
W nurcie płockim zachowana została rozdzielność sakramentów wtajemniczenia. Chrzest udziela się w wieku niemowlęcym, a dziecku można podać jednorazowo na łyżeczce kroplę wina do spożycia. Wynika to z tego, iż dusza dziecięcia po chrzcie jest czysta i niewinna i jest to jedyny moment w jej życiu, kiedy jest w pełni godna przyjęcia sakramentu Eucharystii. Po kilku latach, około 7-8 roku życia, dziecko przystępuje pierwszy raz świadomie do komunii świętej, którą przyjmuje pod obiema postaciami. Wcześniej odbywa sakramentalną spowiedź przed kapłanem. Spowiedź uszna obowiązuje dzieci i młodzież do lat 18, kilka razy do roku. W wieku nastoletnim biskup udziela młodzieży sakramentu bierzmowania, które wymagane jest do zawarcia sakramentu małżeństwa czy kapłaństwa. Obecnie w Kościele Starokatolickim Mariawitów kapłanem może zostać tylko mężczyzna, który może się ożenić ze świecką kobietą, pozostać w celibacie lub też złożyć śluby zakonne. Ostatnie namaszczenie udzielane jest ciężko chorym i umierającym. Mariawici płoccy używają wody święconej do różnego rodzaju błogosławieństw i poświęceń, w sakramentach świętych stosują konsekrowane przez biskupa oleje i korzystają z niektórych sakramentaliów. 
W nurcie felicjanowskim chrzest, bierzmowanie i I komunia święta udzielane są łącznie, podczas jednego obrzędu. Praktykowane jest kapłaństwo kobiet i kapłaństwo ludowe, które upoważnia wszystkich wiernych do sprawowania sakramentów. Wśród duchowieństwa zaleca się praktykowanie zakonnych małżeństw mistycznych. Sakrament namaszczenia chorych praktykowany jest wyłącznie w formie modlitwy za chorego i udzielenia mu komunii świętej. W Kościele Katolickim Mariawitów nie używa się olejów świętych, wody święconej i innych sakramentaliów. Spowiedź uszna praktykowana jest wyłącznie jako forma życia zakonnego. 
Kościoły mariawickie udzielają swoich sakramentów gościnnie, wyznawcom innych Kościołów chrześcijańskich, co oznacza że przyjęcie jakiegokolwiek sakramentu u mariawitów nie czyni go automatycznie członkiem ich Kościoła.

## Kult
Najwyższą cześć mariawici oddają Bogu w Trójcy Przenajświętszej jedynemu, Ojcu, Synowi i Duchowi Świętemu. Centralnym elementem kultu oddawanego Bogu jest Msza Święta, która jest uczestnictwem w zbawczej Ofierze Chrystusa. Liturgia powinna być sprawowana starannie, bez pośpiechu, w czystej intencji służenia Bogu i Kościołowi, w łączności z przełożonymi, nie dla osiągnięcia zysków materialnych. W przeciwnym razie może być uznana za nieważną i niegodną. 
Głównym zadaniem mariawitów jest szerzenie czci dla Przenajświętszego Sakramentu, która w życiu wiernych ma się wyrażać w częstym i godnym przyjmowaniu Komunii Świętej oraz odprawianiu adoracji ubłagania. Każdy z wyznawców powinien odprawiać godzinną adorację Przenajświętszego Sakramentu przynajmniej raz w miesiącu, a także uczestniczyć w niedziele i święta we Mszy Świętej. Duchowieństwo i osoby zakonne mają obowiązek odprawiać adorację codziennie. Szczególnym dniem tygodnia jest czwartek, wówczas w wielu parafiach odprawiana jest wotywna Msza Święta o Przenajświętszym Sakramencie, w ciągu dnia wierni odprawiają indywidualnie adorację, gdyż w kościołach i kaplicach wystawiony jest do adoracji Przenajświętszy Sakrament, wieczorem wierni gromadzą się na nieszporach lub innym nabożeństwie, w zależności od okresu liturgicznego. Ponadto dniami wotywnymi jest sobota poświęcona Matce Bożej i wtorek poświęcony założycielce – św. Marii Franciszce. 
Szczególną czcią darzona jest Matka Boska Nieustającej Pomocy, jej obrazy znajdują się w każdej świątyni mariawickiej. Mariawici oddają także cześć świętym, aniołom i męczennikom. Szczególnym szacunkiem darzeni są: Maria Franciszka Kozłowska, św. Michał Archanioł, św. Franciszek z Asyżu, św. Klara, św. Jan Chrzciciel, św. Józef, św. Anna, św. Alfons, św. Ludwik, św. Paschalis, św. Antoni Padewski, św. Weronika, św. Rita a także apostołowie i ewangeliści. W kulcie świętych zachowuje się jednak właściwy umiar i powagę, przytacza ich jako wzory do naśladowania, a opierając się na wierze w świętych obcowanie, Kościół uznaje ich za specjalnych pośredników między ludem a Chrystusem. 
Kościół wierzy, że Bóg sprawuje cuda w duszy człowieka, ale nie uznaje cudownych relikwii, kultu obrazów i figur. Nie odrzuca jednak wielkiego poszanowania, jakim powinno się otaczać obrazy treści religijnej oraz relikwie i pamiątki po świętych.
W Kościele mariawitów wszystkie czynności liturgiczne oraz Msze Święte są odprawiane w języku narodowym. Większości nabożeństw towarzyszy wystawienie Przenajświętszego Sakramentu. W Polsce Msza Święta sprawowana jest przodem do tabernakulum, w zmodyfikowanym rycie trydenckim.
Wszystkie posługi w Kościele mariawickim są bezpłatne, zgodnie z zaleceniem Chrystusa: Darmoście wzięli, darmo dawajcie (Mt 10,8). Duchowieństwu wolno jest przyjmować dobrowolne ofiary za posługi religijne, ale nie może ich żądać. Wszystkich obowiązuje zachowanie ducha franciszkańskiego. Kapłanom w ich pracy ma przyświecać hasło: Wszystko na większą chwałę Bożą i cześć Przenajświętszej Maryi Panny.

### Rok liturgiczny
Rok liturgiczny to cykl wspomnień historii zbawienia w oparciu o wydarzenia z życia i śmierci Jezusa Chrystusa zawarte w ciągu jednego roku kalendarzowego. Ponadto w ten cykl wpisane są wspomnienia z życia Maryi, Mateczki, Aniołów, Świętych, zmarłych i wydarzeń z życia Kościoła. Pierwsze półrocze roku kościelnego rozpoczyna się w adwencie i koncentruje się na życiu Jezusa i zbawczym dziele. Drugie zaczyna się od Zielonych Świątek wskazuje na nauczanie Chrystusa i rolę Ducha Świętego w Kościele.
Mariawici zachowali katolicki kalendarz liturgiczny sprzed reform dokonanych w Kościele rzymskokatolickim w XX wieku. Niektórym uroczystościom nadali dodatkowe znaczenie i wprowadzili własne święta, akcentujące wątki wypływające z objawień Dzieła Wielkiego Miłosierdzia.
Według wskazania św. Marii Franciszki Kozłowskiej rozróżniają dwa cykle świąt kościelnych. Odnośnie do świat ruchomych jako początek roku liturgicznego Mateczka wskazała Wielki Czwartek, zaś świąt stałych dzień 2 sierpnia (Święto Matki Bożej Anielskiej i Objawienia Dzieła Wielkiego Miłosierdzia). Po roku 1935 zauważa się też tendencję zwracania uwagi na I niedzielę Adwentu jako pierwszy dzień roku kościelnego.
Mariawicki kalendarz wyróżnia następujące okresy liturgiczne:
- Adwent – rozpoczyna się od nieszporów w sobotni wieczór między 27 listopada a 2 grudnia, kończy zaś 24 grudnia, w wigilię Bożego Narodzenia.
- Boże Narodzenie – trwa 40 dni, do uroczystości Ofiarowania Pańskiego – 2 lutego.
- Przedpoście – zaczyna się 70 dni przed Wielkanocą, trwa niecałe trzy tygodnie.
- Wielki Post – czterdziestodniowy czas pokuty, rozpoczyna się w Środę Popielcową i kończy w Wielką Sobotę
- Wielkanoc – rozpoczyna się od rezurekcji i trwa 50 dni do wigilii Zesłania Ducha Świętego.
- Zielone Świątki – obejmują wigilię, uroczystość i oktawę Zesłania Ducha Świętego, poprzedzone odmawianiem nowenny do Ducha Przenajświętszego.
- Okres zwykły – nazywany czasem po Zesłaniu Ducha Świętego, rozpoczyna się w uroczystość Trójcy Przenajświętszej i kończy w sobotę przed I niedzielą Adwentu.

Ponadto niektóre miesiące w ciągu roku mają wyznaczone konkretne aspekty wiary do kontemplacji.
- styczeń – rozpoczyna rok z prośbą o błogosławieństwo i pokój, odmawia się litanię do Najsłodszego Imienia Jezus, a kapłani odwiedzają domy wiernych podczas wizyt duszpasterskich.

- maj – miesiąc maryjny, w kościołach i kaplicach, a także przy przydrożnych kapliczkach odprawiane są nabożeństwa majowe, podczas których śpiewana jest litania loretańska do Najświętszej Maryi Panny. Ze względu na narodzenie św. Marii Franciszki 27 maja, szczególnie akcentuje się także jej osobę w tym czasie, a w Kościele Katolickim Mariawitów podczas nabożeństwa majowego naprzemiennie odmawia się litanię do Matki Bożej z litanią do Mateczki.
- czerwiec – miesiąc poświęcony Najsłodszemu Sercu Jezusowemu, w wielu parafiach odprawiane są nabożeństwa czerwcowe, podczas których śpiewana jest litania do Serca Pana Jezusa i odmawiana jest Koronka do Miłosierdzia Bożego.
- lipiec – w Kościele Katolickim Mariawitów odprawiane są nabożeństwa lipcowe, podczas których śpiewana jest litania do Przenajświętszego Sakramentu.
- sierpień – miesiąc szczególnie bogaty w różne rocznice związane z historią mariawityzmu i życiem św. Marii Franciszki Kozłowskiej, w Kościele Katolickim Mariawitów odprawiane są nabożeństwa sierpniowe, podczas których śpiewana jest litania do Krwi Przenajdroższej Pana Jezusa.
- wrzesień – czas wdzięczności za Dzieło Stworzenia, urodzaj i plony, organizowane są dożynki. W Kościele Katolickim Mariawitów czas szczególnej modlitwy do św. Michała Archanioła.
- październik – miesiąc maryjny, w kościołach i kaplicach odprawiane są nabożeństwa różańcowe.
- listopad – miesiąc modlitwy za zmarłych, w kościołach i kaplicach odprawiane są Msze święte żałobne, wyczytywane są wypominki i odmawiany jest różaniec za zmarłych.

### Świątynie
Kościoły i kaplice jako miejsce przechowywania Przenajświętszego Sakramentu, a zatem przebywania obecności Bożej, powinny być czyste i schludne, a zarazem skromne, aby nie rozpraszać uwagi wiernych biorących udział w nabożeństwach. Główna uwaga wiernych powinna koncentrować się na ołtarzu i tabernakulum, gdzie podczas nabożeństw wystawiony jest w monstrancji do publicznej adoracji Przenajświętszy Sakrament. Ołtarze często budowane są w formie konfesji, wspartej na czterech filarach symbolizujących czterech Ewangelistów. Na kopule konfesji umieszczane są symbole władzy papieskiej – tiara i klucze, które mariawici w symboliczny sposób oddają Panu Jezusowi utajonemu w Eucharystii, stąd umieszczanie ich nad tabernakulum, gdzie przechowuje się Przenajświętszy Sakrament. We wnętrzu konfesji wyrzeźbiona jest gołębica – symbol Ducha Świętego, który nad wszystkim czuwa i sprawia, że dary chleba i wina stają się podczas Mszy Świętej Ciałem i Krwią Chrystusa. 
Ołtarze są bogato przystrajane kwiatami, symbolizującymi dobre uczynki oraz świecami. Na ołtarzu powinno być zapalonych 6 dużych lichtarzy, po trzy z każdej strony ołtarza. Jest to nawiązanie do starotestamentowej menory, która znajdowała się w Świątyni Jerozolimskiej. Był to siedmioramienny świecznik, którego środkowa świeca oznaczała obecność Bożą. W kościołach mariawickich ta siódma świeca zastąpiona jest monstrancją z Przenajświętszym Sakramencie, gdzie przebywa Chrystus, Światłość świata. Przy tabernakulum, po obu stronach umieszczone są figury aniołów, symbolizujących dwa cheruby, znajdujące się przy Arce Przymierza. 
Antepedia ołtarzy są bogato przystrojone w różne motywy: ostatnią wieczerzę, baranka bożego, pelikana karmiącego pisklęta czy chrystogram IHS. Ołtarze znajdują się na podwyższeniu, i prowadzą do nich stopnie, symbolizujące górę – miejsce spotkania z Bogiem. 
W świątyniach mariawickich nie ma zbyt wielu obrazów, figur i malowideł. W każdym miejscu modlitwy znajduje się wyeksponowany obraz Matki Bożej Nieustającej Pomocy i krucyfiks, bardzo często jest też portret św. Marii Franciszki, św. Franciszka z Asyżu lub patrona parafii. Na tabernakulum umieszcza się pośmiertne zdjęcie św. Marii Franciszki, zwane Ofiarą Mateczki, mające przypominać o nierozerwalnym związku ofiary Chrystusa z cierpieniem Mateczki, jako Matki Miłosierdzia. Na bocznych ścianach świątyń gdzieniegdzie umieszcza się stacji Drogi Krzyżowej, choć nie jest to obowiązkowe. Nie praktykuje się również przyozdabiania okien witrażami. 
Na głównej ścianie prezbiterium często widnieje napis: Wszystka ziemia niech Cię adoruje i błaga. Hasło powtórzone jest także na zewnątrz kościoła, gdzie okala medalion mariawicki z wyobrażeniem monstrancji adorowanej przez anioły. Na tylnej ścianie kościołów często umieszczany jest rewers mariawickiego medalika z Matką Bożą Nieustającej Pomocy i napisem: M. B. Nieustającej Pomocy przyczyń się za nami. Wieże kościołów i pinakle zwieńczone są krzyżami łacińskimi, gdzieniegdzie można spotkać monstrancje.
Większość mariawickich świątyń została zbudowana w stylu neogotyku nadwiślańskiego z czerwonej cegły, stanowiąc charakterystyczną dla mariawitów odmianę kościołów. Gdzieniegdzie zachowały się drewniane kościoły i kaplice, także najczęściej zbudowane w stylu neogotyckim. Kościoły mariawickie składają się z jednej nawy lub nawy głównej i dwóch naw bocznych, prezbiterium oddzielonego od reszty kościoła balaskami, przykrywanymi na czas udzielania Komunii obrusem, kruchty lub krucht i podchórza, chóru. W oddzielonej części znajduje się zakrystia i kaplica, często służąca jako kaplica pogrzebowa. W większości budynków kościelnych, w tylnej części znajdują się mieszkania dla duchowieństwa. W pobliżu kościołów często znajdują się domy parafialne, plebanie i cmentarze mariawickie. Przed kościołami i kaplicami często ustawiony jest duży krzyż oraz figura Maryi Niepokalanie Poczętej.

## Znani mariawici
- Tomasz Boruszczak (ur. 1971) – prezenter i dziennikarz TVP3 Łódź,
- ks. prof. dr hab. Konrad Maria Paweł Rudnicki (1926–2013) – profesor astronomii i teologii,
- Damiana Maria Beatrycze Szulgowicz (ur. 1935) – biskupka, od 2005 zwierzchniczka Kościoła Katolickiego Mariawitów w RP.
- Stanisław Rybak (ur. 1944) – prawnik, urzędnik państwowy, autor monografii mariawityzmu.
- bp dr Tomasz Maria Daniel Mames (ur. 1980) – badacz historii i liturgiki mariawickiej.
- Pelagia Jaworska – działaczka mariawicka i ekumeniczna, redaktor naczelny Mariawity.